# Chiến dịch tấn công hữu ngạn Dniepr
Chiến dịch tấn công hữu ngạn Dniepr ở Ukraina (1944), hay còn được gọi là Chiến dịch tấn công Dniepr–Carpath, kéo dài từ ngày 24 tháng 12 năm 1943 đến ngày 14 tháng 4 năm 1944, là một chiến dịch tấn công chiến lược do các Phương diện quân Ukraina 1, 2, 3 và 4 cùng với cánh Nam của Phương diện quân Byelorussia 1 thực hiện, nhằm vào Cụm Tập đoàn quân Nam của Đức.
Chiến dịch này có quy mô lớn không kém Chiến dịch tả ngạn Ukraina. Nước Đức Quốc xã đã huy động tham gia khoảng 1.800.000 quân Đức và quân từ các nước đồng minh của họ. Quân đội Liên Xô cũng đưa đến mặt trận 2.086.000 quân. Với ưu thế chung 1,1/1 về quân số, 1,5/1 về pháo và súng cối, 1,5/1 về máy bay, chỉ thua kém chút ít về xe tăng trong giai đoạn đầu chiến dịch (1/1,1); Quân đội Liên Xô dự định sẽ đẩy quân Đức ra khỏi biên giới quốc gia năm 1941, lấy lại toàn bộ lãnh thổ của Cộng hòa Xã hội chủ nghĩa Xô Viết Ukraina và Cộng hòa Xã hội chủ nghĩa Xô Viết Moldavia đang bị phát xít Đức chiếm đóng. Trên cánh Bắc, Phương diện quân Ukraina 1 tiến ra biên giới Liên Xô - Ba Lan. Ở giữa mặt trận, Phương diện quân Ukraina 2 tiến ra chân núi Carpath, đến biên giới Liên Xô - Slovakia (Tiệp Khắc cũ). Ở hướng Tây Nam, Phương diện quân Ukraina 3 chiếm lại Moldavia, tiến đến biên giới Liên Xô - Romania. Ở cánh cực Nam, Phương diện quân Ukraina 4 dành phần lớn binh lực tiến ra hạ lưu sông Dniestr trên biên giới cũ năm 1939, dành một phần lực lượng phối hợp với Tập đoàn quân độc lập Duyên Hải tiến hành Chiến dịch giải phóng Krym.
Kết thúc chiến dịch, Quân đội Liên Xô đã thu hồi phần lớn lãnh thổ Ukraina và Moldavia, tiến ra các khu vực biên giới với Ba Lan, Slovakia và România, tiêu diệt 18 sư đoàn và đánh thiệt hại nặng (tức tiêu diệt hơn 50% quân số) 68 sư đoàn Đức và Romania.. Ở phía Nam, các Tập đoàn quân cận vệ 2 và 51 (Phương diện quân Ukraina 4) đã phối hợp với Tập đoàn quân độc lập Duyên Hải bao vây và tiêu diệt phần lớn Tập đoàn quân 17 Đức) tại Krym, giải phóng hoàn toàn bán đảo này.
Kết quả trực tiếp của chiến dịch không chỉ đem lại cho quân đội Đức Quốc xã những thiệt hại về người và vật chất mà quan trọng hơn là việc Đức Quốc xã đã mất nốt những vùng công nghiệp quan trọng cuối cùng ở Ukraina, mất các hầu hết các bến cảng lớn trên Biển Đen mà họ chiếm được ở Ukraina như Odessa, Nikolayev, Sevastopol. Vùng dầu mỏ Ploieşti, nơi sản xuất dầu mỏ lớn thứ hai của nước Đức Quốc xã (sau vùng Tây Bắc Hungary) bị đe dọa. Về quân sự, Cụm Tập đoàn quân Nam (Đức) bị cắt làm đôi. Cánh Bắc chuyển thành Cụm Tập đoàn quân Bắc Ukraina, cánh Nam chuyển thành Cụm Tập đoàn quân Nam Ukraina. Trong thế phòng ngự và bị chia cắt ở hậu tuyến bởi dãy núi Carpath, hai cụm tập đoàn quân này rất khó chi viện cho nhau bằng đường bộ.
Chiến dịch tấn công hữu ngạn Dniepr không những đã đưa chiến tranh đến gần biên giới các nước đồng minh của nước Đức Quốc xã mà còn đe dọa Quân đội Đức ở hướng trung tâm, hướng tiếp cận gần nhất với nước Đức Quốc xã. Do cánh phải của Phương diện quân Ukraina 1 và cánh trái của Phương diện quân Byelorussia 1 đã tiến ra biên giới với Ba Lan, sườn phải của Cụm Tập đoàn quân Trung tâm (Đức) bị hở một đoạn rất dài dọc theo đầm lầy Pripiat đến phía Đông Kovel, tạo thành cái gọi là "ban công Byelorussia" mà chẳng bao lâu sau, sẽ trở thành chiến trường chính của mặt trận Xô-Đức trong các hoạt động quân sự mùa hè 1944 giữa Quân đội Liên Xô và Quân đội Đức Quốc xã.
Ở phía Nam, khi các phương diện quân Ukraina 3 và 4 tiến đến gần biên giới Romania, một đồng minh quan trọng của nước Đức Quốc xã ở Đông Âu, nguy cơ thất thủ đã đe dọa không những đối với Các cụm tập đoàn quân "E", "F" và Cụm quân Lore của nước Đức Quốc xã (đóng tại Balkan và Hy Lạp) mà còn đặt nước Đức Quốc xã trước nguy cơ khan hiếm nhiên liệu trầm trọng một khi vùng khai thác dầu mỏ ở Ploieşti bị mất. Thiếu xăng dầu, dòng "máu" chủ yếu nuôi sống các quân đoàn xe tăng và các sư đoàn không quân, tiềm lực quân sự của nước Đức Quốc xã sẽ suy giảm nghiêm trọng. Những tác động của chiến dịch đến tình hình chính trị ở Romania nói riêng và các nước thân Đức Quốc xã ở vùng Balkan và Trung Âu cũng rất lớn. Nội bộ Romania chia rẽ. Những người cộng sản Nam Tư và Bulgaria đẩy mạnh chiến tranh du kích. Còn Hungary thì lo bị mất vùng Bắc Transilvania về tay Romania do Ion Antonesco đặt điều kiện với nước Đức trả vùng này cho Romania thì họ mới tiếp tục đứng về phía Đức.

## Bối cảnh

### Bối cảnh kinh tế - chính trị - quân sự
Bước sang năm 1944, nước Đức Quốc xã đứng trước nguy cơ phải đối đầu với nhiều mặt trận. Ở Bắc Phi, Tập đoàn quân 20 của Thống chế Erwin Rommel đã bị đánh bại hoàn toàn tại Chiến dịch Tunisia với những tổn thất rất lớn về người và phương tiện chiến tranh. Quân Đồng Minh quét sạch quân đội phe Trục phát xít ra khỏi Châu Phi, mở cuộc đổ bộ vào đảo Sicilia của Ý vào tháng 7 năm 1943. Đến đầu năm 1944, họ đã tác chiến trên lãnh thổ miền Nam nước Ý. Từ ngày 28 tháng 11 đến 1 tháng 12 năm 1943, lãnh đạo ba nước đồng minh chủ chốt chống phát xít Joseph Stalin (Liên Xô), Franklin D. Roosevelt (Hoa Kỳ) và Winston Churchill (Anh Quốc) họp tại Tehran, Iran đã nhất trí mở mặt trận thứ hai ở Tây Âu sau tháng 3 năm 1944 và thiết lập mối quân hệ chặt chẽ hơn giữa quân đội các nước Đồng Minh. Sau những sự kiện đó, quân đội Đồng Minh Anh - Mỹ ráo riết xúc tiến việc chuẩn bị cho cuộc đổ bộ lên nước Pháp.
Ở Mặt trận phía Đông, Quân đội Đức Quốc xã đã mất vùng công nghiệp giàu có Donbas, bị đẩy lùi về biên giới Nga - Byelorussia và hữu ngạn sông Dniepr. Cuộc bao vây Leningrad cũng thất bại sau gần 900 ngày đêm, Cụm tập đoàn quân Bắc (Đức) bị đẩy ra khỏi lãnh thổ Nga. Quân đội Đức Quốc xã cũng phải rút khỏi Kiev và bị đánh bại trong trận phản công nhằm lấy lại thành phố quan trọng này. Ở phía Nam, họ cũng thất bại trong việc ngăn cản Quân đội Liên Xô đánh chiếm Dniepropetrosk và để xuất hiện hai bên sườn Cụm Tập đoàn quân Nam hai cụm bàn đạp hết sức quan trọng ở khu vực Kiev và khu vực Znamenka - Aleksandrya - Piatikhatka. Trong khi Cụm tập đoàn quân Trung tâm (Đức) đã tổ chức phòng ngự khá chặt chẽ ở phòng tuyến sông Berezina và thượng nguồn sông Dniepr thì nguy cơ Cụm tập đoàn quân Nam (Đức) bị đột kích từ hai bên sườn đã thể hiện rõ ràng nhất.
Những thất bại liên tiếp trên chiến trường đã làm lay động các nước đồng minh châu Âu của nước Đức Quốc xã. Phong trào du kích chống lại sự chiếm đóng của phát xít Đức đã bùng lên tại Pháp, Ba Lan, Tiệp Khắc, Nam Tư, Na Uy, Bulgaria, Romania và ngay tại nước Ý, đồng minh thân cận của nước Đức Quốc xã. Hầu hết các đồng minh thân cận của nước Đức Quốc xã tại châu Âu (trừ Tây Ban Nha) đều gặp phải những biến cố chính trị. Các tổ chức cộng sản tại Hungary, Bulgaria, Romania, Tiệp Khắc, Nam Tư, Ba Lan, Albania, Phần Lan đều tăng cường các hoạt động chống phát xít, thậm chí, đã đẩy mạnh đấu tranh vũ trang như ở Bulgaria, Nam Tư, Tiệp Khắc và Albania. Tuy nhiên, nước Đức Quốc xã vẫn còn khá nhiều tiềm lực dự trữ và có thể huy động những nguồn lực rất lớn từ nền công nghiệp chiến tranh hiện đại của họ cùng với công sức của hơn 30 triệu lao động người Đức và hơn 7 triệu lao động khổ sai trong các trại Holocaust.
Tính đến tháng 1 năm 1944, nước Đức Quốc xã vẫn đang sở hữu một quân đội khổng lồ gồm 10.598.000 người (Lục quân: 7.255.000 người; Không quân: 2.149.000 người; Hải quân: 763.000 người; Lực lượng SS: 430.000 người). Trong đó có 6.906.000 quân thường trực (Lục quân: 4.399.000 người; Không quân: 1.612.000 người; Hải quân: 572.000 người; Lực lượng SS: 323.000 người); 3.692.000 quân dự bị động viên (Lục quân: 2.856.000 người; Không quân: 537.000 người; Hải quân: 191.000 người; Lực lượng SS: 107.000 người). Tài sản quân sự chủ yếu của lục quân Đức Quốc xã gồm 5.202 xe tăng, 4.333 pháo tự hành, 68.000 pháo và súng cối. Trong đó có 4.702 xe tăng, 4.280 pháo tự hành, 65.4000 pháo và súng cối được bố trí tại các đơn vị trên các mặt trận. Dự trữ chiến lược về phương tiện của lục quân Đức cũng còn đến 500 xe tăng, 53 pháo tự hành, 2.600 pháo và súng cối. Không quân Đức vẫn còn sở hữu 5.400 máy bay và hàng nghìn máy bay vận tải dân sự có thể huy động được trong tác chiến (chủ yếu dùng để ném bom) và vận tải quân sự.
Tuy nhiên, dấu hiệu sa sút của nền công nghiệp quân sự Đức có thể nhìn thấy rõ nhất ở việc sản xuất xe tăng. Do việc ham chuộng phát triển các loại xe tăng to, nặng, có tính năng chiến đấu cao và trang bị tiện nghi tốt nhưng lại kém cơ động và đắt tiền như Con báo, Con cọp và Vua cọp trong khi tổng gói kinh phí sản xuất và tổng số công lao động không thể tăng tương ứng đã làm cho sản xuất xe tăng không thể bù đắp nổi số lượng bị thiệt hại. Với việc đầu tư mạnh vào việc thiết lập các dây chuyền sản xuất xe tăng mới và thu hẹp các dây chuyền sản xuất xe tăng cũ (từ loại Panzer III trở về trước) nước Đức Quốc xã đã để sản lượng xe tăng của mình sụt giảm nghiêm trọng, từ trên 38.000 chiếc/năm 1942 giảm xuống 27.300 chiếc/năm 1943 và tiếp tục giảm xuống còn 19.900 chiếc trong năm 1944, khi nước Đức đã phải chiến đấu trên cả hai mặt trận Đông và Tây. Đây là điều nguy hiểm trong chiến tranh tổng lực, khi các đối phương của họ (Liên Xô và các đồng minh chống phát xít) chú trọng vào tăng mạnh sản lượng hơn là đưa ra những thay đổi lớn về thiết kế, cấu tạo, tính năng mới để tránh làm xáo trộn dây chuyền sản xuất hiện có. Thậm chí, người Nga còn hi sinh sự tiện nghi của trang bị phục vụ người lính trên xe tăng để đối lấy giá rẻ, sức cơ động và tính năng chiến đấu cao. Ví dụ rõ rệt nhất là trường hợp của xe tăng T-34-85 được tiếp tục đẩy mạnh sản xuất trong khi kiểu T-43-85 bị hạn chế mặc dù có những ưu việt nhất định nhưng giá thành sản xuất cao hơn nhiều. Sản lượng máy bay chiến đấu của nước Đức cũng giảm sút, đặc biệt là máy bay tiêm kích, do nước Đức đã san sẻ tiền của và sức lao động để phát triển các loại máy bay mới Fw 190 A-7, Fw 190 G-8,Me-110 và Me-210. Các dự án Me-163, Me 262 và Me-264 cũng "ngốn" một số kinh phí, nguyên nhiên vật liệu và công lao động không nhỏ.
Sau 30 tháng chiến tranh, Liên Xô, đối thủ chính của nước Đức Quốc xã đã phục hồi hoàn toàn nền công nghiệp quốc phòng và tăng gấp bội sản lượng vũ khí, phương tiện cung cấp cho mặt trận. Từ 6 tháng cuối năm 1943 đến tháng 2 năm 1944, 1.523 nhà máy công nghiệp quốc phòng chủ chốt của Liên Xô đã cung cấp cho mặt trận hơn 29.000 xe tăng, khoảng 34.000 máy bay, trên 101.000 pháo và súng cối và đến 7,4 tỷ viên đạn các loại. Đầu năm 1944, Quân đội Liên Xô trên mặt trận Xô-Đức có 6.100.000 quân, 4.900 xe tăng và pháo tự hành, 8.500 máy bay chiến đấu, 91.000 pháo và súng cối. Với ưu thế 1,3/1 về người, 1,7/1 về pháo binh và 2/1 về không quân, Quân đội Liên Xô đã có thể tập trung binh lực và phương tiện tại mặt trận hữu ngạn Ukraina nhằm đánh tan Cụm tập đoàn quân Nam (Đức) và tiêu diệt Tập đoàn quân 17 (Đức) đang bị cô lập tại Krym..

### Tình huống mặt trận

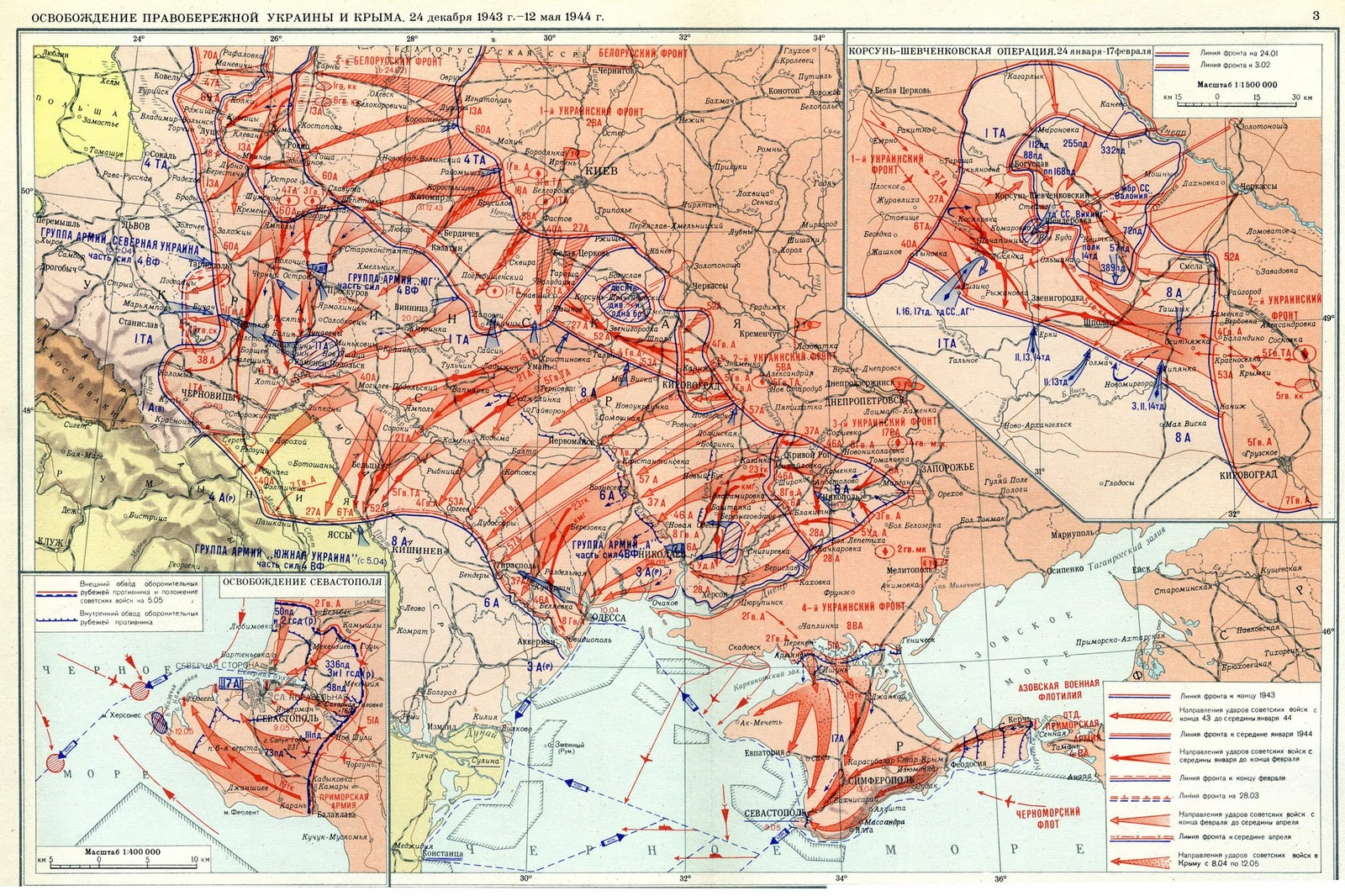
Bản đồ các chiến dịch tấn công của Quân đội Xô Viết tại hữu ngạn Ukraina - 1944

Sau khi Chiến dịch Nizhni Dnieprovsk kết thúc vào cuối tháng 12 năm 1943, Quân đội Liên Xô đã thu hồi toàn bộ tả ngạn Ukraina, cắt đứt đường rút lui trên bộ và cô lập Tập đoàn quân số 17 (Đức) ở Krym với Cụm tập đoàn quân Nam (Đức). Không dừng lại bên tả ngạn, Quân đội Liên Xô đã đánh chiếm hai đầu cầu lớn rất quan trọng gồm khu vực Kiev - Fastov (ở cánh Bắc) và khu vực Znamenka - Piatikhatka ở phía Nam, sau đó mở rộng chúng thành hai bàn đạp chiến lược trên hữu ngạn sông Dnepr để tiến hành các cuộc tấn công lớn trong chiến dịch Dnepr—Carpath. Các chiến dịch tấn công cuối năm 1943 của quân đội Liên Xô trên hữu ngạn sông Dniepr đã "để lại" vài "chỗ lồi" trên ở trung lưu sông Dnepr. Trong đó có một chỗ lồi rất lớn ở Nam Kiev với trung tâm chính là thành phố Korsun nằm giữa các phương diện quân Ukraina 1 và 2, và một chỗ lồi nhỏ hơn ở khu vực Krivoy Rog - Nikopol.
Đây là hai khu vực tập trung binh lực rất lớn của Cụm tập đoàn quân Nam (Đức), trong đó có Tập đoàn quân xe tăng 1 từng một thời tung hoành trên các cánh đồng lúa mì Nam Nga, Nam Ukraina và thảo nguyên Kuban. Chủ lực quân Đức trên khu vực này là 18 sư đoàn xe tăng và cơ giới, gần bằng số sư đoàn xe tăng và cơ giới trước trận vòng cung Kursk. Trong ba cụm tập đoàn quân chủ yếu của Quân đội Đức Quốc xã trên mặt trận Xô-Đức, Cụm tập đoàn quân Nam vẫn là cụm mạnh nhất do được biên chế gần 65% số xe tăng, 55% số pháo, cối và 45% số máy bay chiến đấu so với toàn bộ phương tiện của quân Đức trên mặt trận Xô-Đức.
Chính sách "cấm rút lui" của Adolf Hitler mà Hitler kiên trì từ sau Trận Stalingrad đã buộc quân Đức phải căng sức ra giữ các vị trí nguy hiểm, bất chấp sự phản đối của Erich von Manstein, Tư lệnh Cụm Tập đoàn quân Nam. Quân đội phát xít Đức cũng chịu một số bất lợi do Chỉ thị số 51 được Hitler ban hành mà không tính đến so sánh lực lượng trên Mặt trận phía Đông. Mặc dù trong chỉ thị này, ông ta cho phép các tướng lĩnh ở Mặt trận Xô-Đức được quyền tùy nghi tổ chức phòng thủ chủ động nhưng thực chất chỉ thị này gây bất lợi cho các tướng lĩnh Đức vì một phần binh lực đã bị điều sang Tây Âu nhằm phòng bị trước kế hoạch tấn công của Anh và Hoa Kỳ trên Tây Bắc châu Âu, trong đó có Sư đoàn xe tăng "Adof Hitler" và Sư đoàn xe tăng "Đế Chế" cùng toàn bộ cơ quan chỉ huy của Quân đoàn xe tăng 2 SS. Đồng thời Hitler khăng khăng yêu cầu các đơn vị của ông ta phải "bám trụ tại nơi họ chống giữ" vì theo ông ta, binh lực Quân đội Đức ở khu vực Ukraina vẫn còn rất mạnh. Hitler rất quan tâm đến việc căn cứ bàn đạp nhỏ nằm gần Krivoy Rog và Nikopol nhằm chia bớt lực lượng của quân đội Liên Xô, không cho họ tiến xuống phía Nam, để quân Đức giữ vững các cứ điểm ở bán đảo Krym; đồng thời ngăn chặn Quân đội Liên Xô dùng nơi này làm bàn đạp đánh chiếm các mỏ dầu ở Ploieşti, România. Hitler cho rằng, việc để mất Krym sẽ khiến Thổ Nhĩ Kỳ từ bỏ vị trí trung lập và gia nhập phe Đồng Minh.
Binh lực của quân đội Liên Xô trước Chiến dịch tấn công hữu ngạn Ukraina không chiếm ưu thế lớn so với Cụm tập đoàn quân Nam (Đức). Trong các trận đánh vượt sông Dniepr, các trận đánh ở Kiev và Znamenka, họ đã phải tiêu hao một phần lực lượng dự bị chiến lược, chủ yếu là xe tăng, máy bay và tổn thất không nhỏ về người. Đến ngày 1 tháng 1 năm 1944, 4 Phương diện quân Ukraina và cánh Nam Phương diện quân Byelorussia của Liên Xô chỉ hơn Cụm tập đoàn quân Đức 10% về quân số, 50% về pháo binh, 50% về không quân nhưng thua kém quân Đức 10% về số lượng xe tăng và pháo tự hành. Nhưng do tập trung binh lực trên những hướng tấn công chính nên tại các địa đoạn đột phá của Quân đội Liên Xô, tỷ lệ so sánh đạt được đến 2/1 về người, 3/1 về xe tăng và đến 5/1 về pháo binh trong Chiến dịch Korsun–Shevchenkovsky và còn lớn hơn nữa trong Chiến dịch Proskurov–Chernovtsy.
Tuy địa hình ở hữu ngạn Ukraina cao hơn vùng tả ngạn nhưng vẫn khá bằng phẳng, thuận lợi cho việc cơ động xe tăng cơ giới và pháo binh, đặc biệt là các xe tăng hạng nặng. Duy chỉ có vùng hạ lưu các con sông Dniepr, Nam Bug và Dniestr tuy là đồng bằng nhưng có nhiều đầm lầy ở khu vực cửa sông. Ở giữa khu vực có những dải đồi dẫn đến phía Đông dãy núi Carpath, cũng là nơi mà Quân đội Đức đã tràn quân với tất cả thế mạnh của xe tăng, pháo binh và không quân hồi mùa hè năm 1941. Yếu tố chính trị-quân sự duy nhất thuận lợi cho quân Đức trong khu vực là sự tồn tại của các lực lượng ly khai ở Tây Ukraina của Mennik và Bandera. Từ tháng 6 năm 1941, lực lượng này đã chiến đấu chống lại Quân đội Liên Xô dưới sự chỉ huy của các sĩ quan SS, được cấp vũ khí, lương thực và quân phục Đức. Trong các chiến dịch của quân đội Liên Xô tiến hành tại hữu ngạn Dniepr, lực lượng này liên tục quấy rối phía sau lưng quân đội Liên Xô, tổ chức các hoạt động ám sát, bắt cóc, phá hoại. Quân đội Liên Xô phải điều đến đây các đơn vị SHMERS (lực lượng phản gián tiền phương) và các trung đoàn NKVD để bảo vệ hậu phương mặt trận.

## Binh lực và kế hoạch của các bên

### Quân đội Liên Xô

#### Binh lực
Bộ Tổng tư lệnh Tối cao Liên Xô (STAVKA) sử dụng bốn Phương diện quân Ukraina và một phần Phương diện quân Byelorussia (từ ngày 24 tháng 2 năm 1944 đổi thành Phương diện quân Byelorussia 1) tham gia cuộc tấn công chiến lược ở hữu ngạn sông Dniepr; bố trí từ Bắc xuống Nam như sau:
Phương diện quân Byelorussia do Đại tướng K.K.Rokossovsky làm tư lệnh, sử dụng cánh trái làm nhiệm vụ tấn công ở sườn phía Bắc mặt trận từ khu vực Mozyr, Kalinovichi (Yurovicho) tiến dọc theo phía Nam Sông Pripyat đến Kovel. Các đơn vị tham gia tấn công gồm có:
- Tập đoàn quân 61 của trung tướng P. A. Belov. Trong biên chế có Quân đoàn bộ binh cận vệ 9; Quân đoàn bộ binh 89, Quân đoàn kỵ binh cận vệ 7; Lữ đoàn xe tăng 68, các trung đoàn cơ giới 40, 59; 4 trung đoàn pháo binh và 1 trung đoàn súng cối.[25]
- Tập đoàn quân 47 của trung tướng V. S. Polenov. Trong biên chế có các quân đoàn bộ binh 77, 125; các trung đoàn cơ giới 223, 230 259, 6 trung đoàn pháo xe kéo và 2 trung đoàn súng cối.[26]
- Tập đoàn quân 70 (được nâng cấp từ các sư đoàn NKVD) của trung tướng I. F. Nikolayev. Trong biên chế có các quân đoàn bộ binh 96, 114; ba tiểu đoàn bộ binh trực thuộc; 2 trung đoàn pháo xe kéo và 1 trung đoàn súng cối cận vệ.[27]

Từ ngày 24 tháng 2 đến ngày 4 tháng 4 năm 1944, cánh quân này đổi thành Phương diện quân Byelorussia 2 (thành lập lần thứ nhất) do thượng tướng P. A. Kurochkin chỉ huy.
Phương diện quân Ukraina 1 do Đại tướng N.F.Vatutin (đến ngày 29 tháng 2) và Nguyên soái G.K.Zhukov chỉ huy có nhiệm vụ tấn công chủ yếu từ khu vực Tây Kiev đến Rovno - Lutsk, Berdichev - Proskorov (nay là Khmelnitskyi) - Ternopol và Chernovitsy. Biên chế gồm có:
- Tập đoàn quân 13 của trung tướng N. P. Pukhov. Trong biên chế có các quân đoàn bộ binh 24, 28, 76, 77; Quân đoàn xe tăng 24, các lữ đoàn xe tăng độc lập 129, 150 và 6 trung đoàn pháo binh.[28]
- Tập đoàn 18 của trung tướng E. P. Zhuravlev (từ tháng 2 năm 1944). Trong biên chế có các quân đoàn bộ binh 23, 52, 101; Lữ đoàn pháo tự hành cận vệ 12 và 6 trung đoàn pháo binh.[29]
- Tập đoàn quân 27 của trung tướng S. G. Trofimenko. Trong biên chế có Quân đoàn bộ binh 47; các sư đoàn bộ binh 206, 209, 337 và 7 trung đoàn pháo binh.[30]
- Tập đoàn quân 38 của thượng tướng K. S. Moskalenko. Trong biên chế có Quân đoàn bộ binh cận vệ 17, các quân đoàn bộ binh 21 và 74, các lữ đoàn pháo tự hành cận vệ 7, 9, 39 và 3 trung đoàn pháo xe kéo.[31]
- Tập đoàn quân 40 của trung tướng F. F. Zhmachenko. Trong biên chế có các quân đoàn bộ binh 50, 51; Lữ đoàn độc lập Tiệp Khắc 1; Trung đoàn pháo tự hành độc lập 1812 và 9 trung đoàn pháo binh trực thuộc tập đoàn quân.[32]
- Tập đoàn quân 60 của thượng tướng I. D. Chernyakhovsky (đến tháng 4 năm 1944) và thượng tướng P. A. Kurochkin. Trong biên chế có Quân đoàn bộ binh cận vệ 18; các quân đoàn bộ binh 15, 23, 30; trung đoàn pháo chống tăng tự hành 59; các lữ đoàn pháo tự hành 37, 49, 58 và 9 trung đoàn pháo xe kéo.[33]
- Tập đoàn quân xe tăng 1 của trung tướng M. E. Katukov. Trong biên chế có các quân đoàn xe tăng cận vệ 8, 11; Quân đoàn cơ giới cận vệ 79; Lữ đoàn xe tăng cận vệ 64; Lữ đoàn pháo tự hành 81 và 2 trung đoàn pháo xe kéo.[34]
- Tập đoàn quân xe tăng cận vệ 3 của thượng tướng P. S. Rybanko. Trong biên chế có các Quân đoàn xe tăng cận vệ 4, 6, 7; các lữ đoàn xe tăng cận vệ 36, 91; Lữ đoàn cơ giới cận vệ 4; các trung đoàn pháo tự hành cận vệ 50, 56, 59 và 467[35]
- Tập đoàn quân không quân 2 của trung tướng S. A. Krasovsky. Trong biên chế có Sư đoàn không quân tiêm kích số 5 (2 trung đoàn); Sư đoàn không quân cường kích 5; Sư đoàn không quân ném bom 10; các trung đoàn máy bay ném bom 202 (ban đêm), 227, 291 (ban ngày), 208 (hỗn hợp); trung đoàn trinh sát đường không 50; Trung đoàn máy bay cứu thương số 4; các trung đoàn không quân vận tải 372, 385; các trung đoàn pháo phòng không 1554, 1555 và 1605[36]

Trong giai đoạn 2 của chiến dịch, Phương diện quân Ukraina 1 được tăng viện Tập đoàn quân xe tăng 4 (lấy từ lực lượng dự bị chiến lược) của trung tướng D. D. Lelyushenko.
Phương diện quân Ukraina 2 do đại tướng I.S.Koniev chỉ huy, có nhiệm vụ sử dụng cánh phải phối hợp với cánh trái của Phương diện quân Ukraina 1 bao vây, tiêu diệt cụm quân Đức đóng tại khu vực Korsun-Shevchenkovsky, cánh trái tấn công đánh chiếm Kirovograd. Sau đó, phát triển về hướng Uman, Pervomaisk, Bălţi, Botoşani, tiến ra biên giới Liên Xô-Romania. Biên chế gồm có:
- Tập đoàn quân cận vệ 4 của trung tướng V. I. Galanin. Trong biên chế có các tập đoàn quân cận vệ 20, 21 và 4 trung đoàn pháo binh.[37]
- Tập đoàn quân cận vệ 5 của trung tướng A. S. Zhadov. Trong biên chế có các quân đoàn bộ binh cận vệ 32, 33, 35, Lữ đoàn cơ giới cận vệ 57 và 7 trung đoàn pháo binh.[38]
- Tập đoàn quân cận vệ 7 của trung tướng M. S. Sumilov. Trong biên chế có các quân đoàn bộ binh cận vệ 24, 25 và sư đoàn bộ binh cận vệ 303; Lữ đoàn xe tăng cận vệ 27; các trung đoàn pháo tự hành 34, 38 và 11 trung đoàn pháo binh.[39]
- Tập đoàn quân 37 của trung tướng M. N. Sharokhin. Trong biên chế có Quân đoàn bộ binh cận vệ 27, các quân đoàn bộ binh 57, 82; Lữ đoàn pháo tự hành 61 và 6 trung đoàn pháo binh.[40]
- Tập đoàn quân 52 của trung tướng K. A. Koroteev. Trong biên chế có các quân đoàn bộ binh 73, 78, sư đoàn bộ binh 294, Lữ đoàn xe tăng 173, các trung đoàn pháo tự hành 378, 379 và 6 trung đoàn pháo binh.[41]
- Tập đoàn quân 53 của trung tướng I. M. Managarov. Trong biên chế có các quân đoàn bộ binh 48, 57, sư đoàn bộ binh 63; Trung đoàn pháo tự hành 34 và 8 trung đoàn pháo binh.[42]
- Tập đoàn quân 57 của trung tướng N. A. Gagen. Trong biên chế có các quân đoàn bộ binh 49, 68, sư đoàn bộ binh 53, Lữ đoàn xe tăng 96 và 6 trung đoàn pháo binh.[43]
- Tập đoàn quân xe tăng cận vệ 5 của tướng P. A. Rotmistrov. Trong biên chế có Quân đoàn xe tăng cận vệ 5, các quân đoàn xe tăng 18, 29, Lữ đoàn cơ giới cận vệ 1, Trung đoàn pháo tự hành cận vệ 53 và 4 trung đoàn pháo binh.[44]
- Tập đoàn quân không quân 5 của trung tướng S. K. Gryunov. Trong biên chế có Sư đoàn cường kích cận vệ 1; Sư đoàn tiêm kích 1; các sư đoàn ném bom 4, 7; các sư đoàn ném bom tầm xa 312, 511; Sư đoàn trinh sát 1001, Sư đoàn vận tải 714.[45]
- Các đơn vị trực thuộc Phương diện quân: Quân đoàn xe tăng 1, Quân đoàn xe tăng 7, Quân đoàn xe tăng 20, Quân đoàn cơ giới 8, Sư đoàn pháo binh hạng nặng 109 và 2 trung đoàn pháo tự hành.

Phương diện quân Ukraina 3 do đại tướng R. Ya. Malinovsky chỉ huy; có nhiệm vụ phối hợp với cánh Bắc của Phương diện Ukraina 4 hợp vây, tiêu diệt một bộ phận Tập đoàn quân 6 (Đức) ở khu vực Krivoy Rog, sau đó, hợp vây Tập đoàn quân 3 Romania (tái lập) ở khu vực Nikolayev, đánh chiếm Odessa, Tiraspol và tiến ra tuyến biên giới dọc theo sông Dniestr. Biên chế gồm có:
- Tập đoàn quân 6 của trung tướng I. T. Shlemin. Trong biên chế có Quân đoàn bộ binh cận vệ 34, Quân đoàn bộ binh 66 và 7 trung đoàn pháo binh.[46]
- Tập đoàn quân cận vệ 8 của thượng tướng V. I. Chuikov. Trong biên chế có các quân đoàn bộ binh cận vệ 4, 28, 29; Lữ đoàn xe tăng 11; Lữ đoàn cơ giới cận vệ 10; các trung đoàn pháo tự hành 53, 911 và 8 trung đoàn pháo binh[47]
- Tập đoàn quân 46 của trung tướng v. V. Glagolev. Trong biên chế có Quân đoàn bộ binh cận vệ 6, Quân đoàn bộ binh cận vệ 26, Các trung đoàn pháo tự hành cận vệ 4, 52, 187 và 9 trung đoàn pháo binh.[48]
- Tập đoàn quân không quân 17 của trung tướng V. A. Sudet. Trong biên chế có 2 sư đoàn tiêm kích, 3 sư đoàn cường kích, 2 sư đoàn ném bom, 1 sư đoàn trinh sát và 2 sư đoàn vận tải.[49]
- Các đơn vị trực thuộc Phương diện quân: Sư đoàn mô tô cơ giới 10, Quân đoàn xe tăng cận vệ 23, Lữ đoàn xe tăng cận vệ 1 và 8 trung đoàn pháo tự hành.

Phương diện quân Ukraina 4 do thượng tướng F. I. Tolbukhin chỉ huy, có nhiệm vụ sử dụng cánh Bắc phối hợp với Phương diện quân Ukraina 3 mở chiến dịch Krivoy Rog hợp vây Tập đoàn quân 6 (Đức) trong giai đoạn 2, phối hợp với Phương diện quân Ukraina 3 đánh tan Tập đoàn quân 3 Romania tái lập, đánh chiếm Nikolayev, Odessa và Tiraspol. Cánh Nam (gồm Tập đoàn quân cận vệ 2, Tập đoàn quân 51 và Quân đoàn xe tăng 19) phối hợp với Tập đoàn quân độc lập Duyên Hải tiêu diệt Tập đoàn quân 17 (Đức) ở bán đảo Krym. Các đơn vị tham gia chiến dịch tấn công hữu ngạn Ukraina gồm có:
- Tập đoàn quân cận vệ 3 của trung tướng I. D. Ryabyshev. Trong biên chế có các quân đoàn bộ binh cận vệ 32, 37; Quân đoàn cơ giới cận vệ 4; Lữ đoàn xe tăng cận vệ 32; Trung đoàn cơ giới cận vệ 5; các trung đoàn pháo tự hành 52, 243 và 11 trung đoàn pháo binh. Riêng quân đoàn xe tăng 19 được điều động phối thuộc Tập đoàn quân 51 tham gia Chiến dịch Krym (1944).[50]
- Tập đoàn quân xung kích 5 của trung tướng V. D. Tsvetayev. Trong biên chế có Quân đoàn bộ binh cận vệ 3, Quân đoàn bộ binh 64, Quân đoàn cơ giới cận vệ 14, Lữ đoàn xe tăng 238, Trung đoàn pháo tự hành 28 và 8 trung đoàn pháo binh.[51]
- Tập đoàn quân 28 của trung tướng A. A. Grechko. Trong biên chế có các quân đoàn bộ binh cận vệ 9, 10; Sư đoàn bộ binh 320, các trung đoàn pháo tự hành 34, 40 và 8 trung đoàn pháo binh.[52]
- Tập đoàn quân không quân 8 của trung tướng T. T. Khryukin. Trong biên chế có 1 sư đoàn tiêm kích; 3 sư đoàn cường kích cận vệ; 4 sư đoàn ném bom 2, 8, 236, 406; 1 sư đoàn trinh sát 10 và 2 sư đoàn vận tải[53]
- Các lực lượng dự bị trực thuộc phương diện quân: Quân đoàn kỵ binh cận vệ 4, Quân đoàn cơ giới cận vê 2, các trung đoàn pháo tự hành cận vệ 22, 61; các lữ đoàn pháo tự hành 46, 54 và 11 trung đoàn pháo binh.

Hạm đội Biển Đen do Phó đô đốc L. A. Vladimirsky chỉ huy, sử dụng 3 tàu khu trục, 5 biên đội tàu phóng lôi và 4 tàu ngầm K-21 làm nhiệm vụ cô lập đường biển, không cho Cụm tập đoàn quân Nam (Đức) rút quân từ Krym về tăng cường cho các hướng Nikolayev, Odessa và các vùng cửa sông Dniestr, Dnub.

#### Kế hoạch tấn công

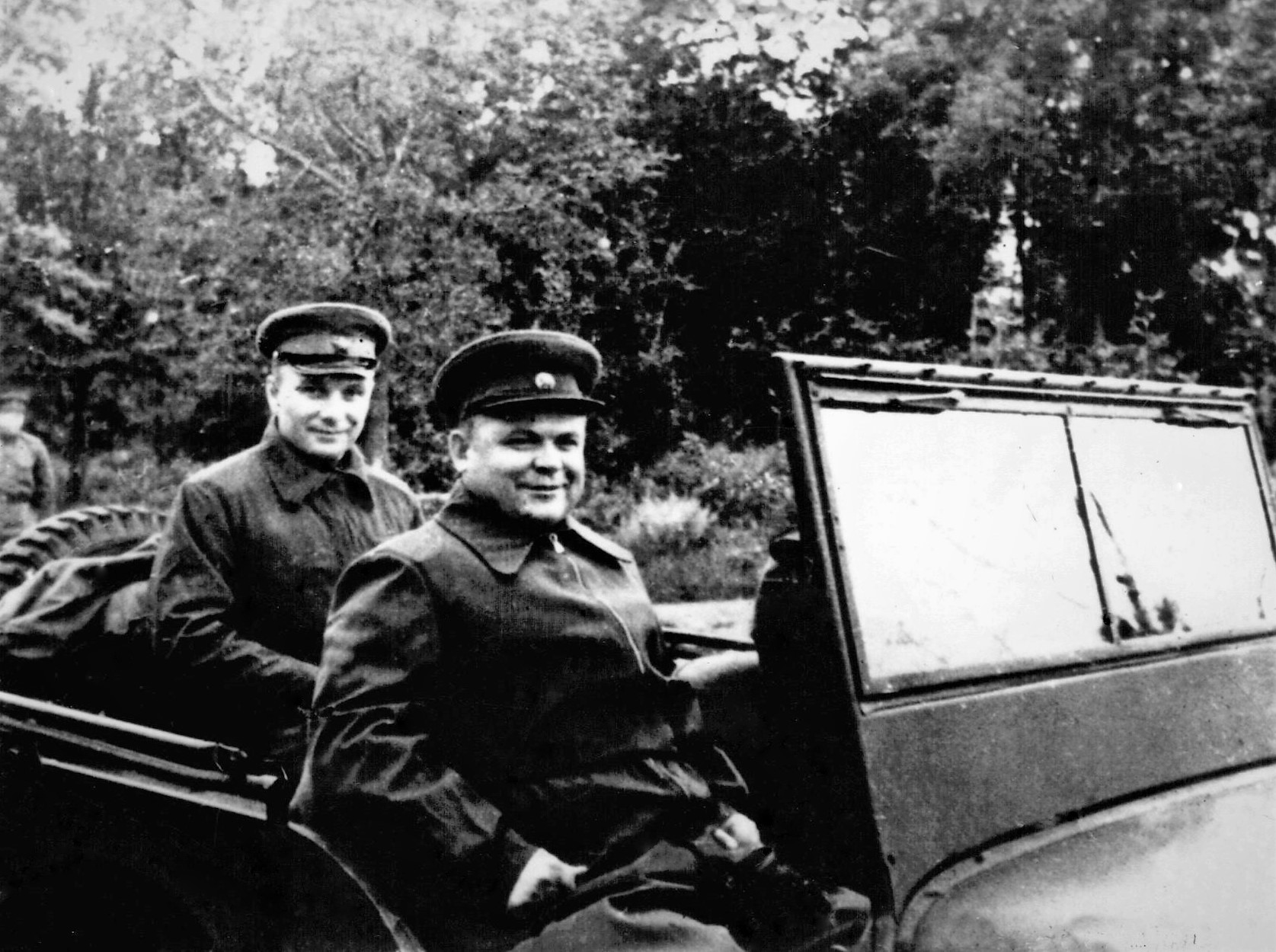
Đại tướng N.F.Vatutin chỉ huy Phương diện quân Ukraina 1, đi kiểm tra tiền duyên

Mục tiêu của Hồng quân Xô Viết là đập tan cái gọi là "Phòng tuyến phương Đông" do Cụm Tập đoàn quân Nam chống giữ, giải phóng toàn bộ lãnh thổ Ukraina. Kế hoạch tấn công ở hữu ngạn Ukrain được Bộ Tổng tư lệnh quân đội Liên Xô vạch ra sau khi tập hợp các kế hoạch bộ phận của các Phương diện quân, gồm các nhiệm vụ chủ yếu sau đây:
1. Mở rộng các bàn đạp tấn công tại khu vực Kiev đến Zhitomir, Berdichev, Kazatin, phía Tây Nam Belaya Cherkov và tại khu vực Znamenka đến Kirovograd và Kanizh. Đẩy cụm quân chủ lực của Tập đoàn quân Đức đang đóng ở mũi đất nhô Kanev vào thế bị hở hai bên sườn.
2. Phương diện quân Ukraina 1 sử dụng cánh phải, Phương diện quân Ukraina 2 sử dụng cánh trái, tổ chức tấn công hợp điểm tại Zvenigorodka, hợp vây và tiêu diệt chủ lực Tập đoàn quân 8 (Đức) tại khu vực Korsun-Shevchenkovsky. Tương tự như vậy, Phương diện quân Ukraina 3 và Phương diện quân Ukraina 4 tổ chức các đòn đánh đồng tâm hợp điểm, bao vây và tiêu diệt chủ lực Tập đoàn quân 6 (Đức) tại khu vực Kivoy Rog - Nikopol.
3. Đồng loạt tấn công trên các hướng, chia cắt chính diện Cụm tập đoàn quân Nam (Đức) phát triển đến tuyến sông Nam Bug.
4. Các Phương diện quân Ukraina tiếp tục tiến công theo hướng Tây Nam và hướng Tây, phát triển đến sông Dniestr và tiếp cận vùng Galicia - Carpath.
Trong kế hoạch, I. V. Stalin đặc biệt lưu ý các Phương diện quân và các tập đoàn quân phải tiến công đồng đều, khép chặt các bên sườn chống lại các đòn phản đột kích của quân đội Đức Quốc xã.. Tại Hội nghị quân sự đầu năm của Đại bản doanh Bộ Tổng tư lệnh quân đội Liên Xô tháng 12 năm 1943 bàn về Chiến cục mùa Đông 1943-1944, I. V. Stalin tuyên bố:
| “               | Bây giờ chúng ta đã mạnh hơn, quân đội ta đã có kinh nghiệm hơn. Không những chúng ta có thể mà còn cần phải mở những chiến dịch bao vây quân Đức | ” |
| — I. V. Stalin, | |   |

Đại bản doanh Bộ Tổng tư lệnh quân đội Liên Xô cử Nguyên soái, Phó tổng tư lệnh tối cao G. K. Zhukov chỉ đạo phối hợp tác chiến của các Phương diện quân Byelorussia, Ukraina 1 và Ukraina 2. Đại tướng, Tổng tham mưu trưởng A. M. Vasilevsky phối hợp chỉ đạo tác chiến của các Phương diện quân Ukraina 3, Ukraina 4 và Tập đoàn quân độc lập Duyên Hải.

### Quân đội Đức Quốc xã và đồng minh

#### Binh lực
Tập đoàn quân xe tăng 4 do thượng tướng Erhard Raus chỉ huy. Biên chế gồm có:
- Quân đoàn xe tăng 24 của tướng Walther Nehring, gồm các sư đoàn xe tăng 1, 7, 8; các sư đoàn bộ binh 10, 34, và 357.
- Quân đoàn xe tăng 48 của tướng Hermann Balck, gồm các sư đoàn xe tăng 11, 19, 20; các sư đoàn bộ binh SS ""Adolf Hitler" và "Das Reich".
- Quân đoàn xe tăng 42 của tướng Franz Mattenklott, gồm các sư đoàn xe tăng 13, 17; các sư đoàn bộ binh 153, 355, 381 và sư đoàn đổ bộ đường không 1.
- Quân đoàn bộ binh 13 của tướng Arthur Hauffe, gồm các sư đoàn bộ binh 68, 208, 340 và sư đoàn kỵ binh 18.
- Quân đoàn bộ binh 59 của các tướng Kurt von der Chevallerie (đến ngày 4 tháng 2 năm 1944) và Friedrich Schulz, gồm các sư đoàn bộ binh 183, 217, 339 và 291.

Tập đoàn quân xe tăng 1 do thượng tướng Hans-Valentin Hube chỉ huy. Biên chế gồm có:
- Quân đoàn xe tăng 57 của các tướng Hans-Karl Freiherr von Esebeck (đến 19 tháng 2 năm 1944) và Friedrich Kirchner, gồm Sư đoàn cơ giới "Großdeutschland"; sư đoàn xe tăng 3 SS "Totenkopf"; Sư đoàn xe tăng 23; các sư đoàn bộ binh 15, 62 và 294.
- Quân đoàn xe tăng 46 của tướng Hans Gollnick (được chuyển từ Tập đoàn quân 2 sang vào tháng 2-1944) gồm các sư đoàn xe tăng 9, 16; các sư đoàn bộ binh 134, 253, 258 và Lữ đoàn 1 bộ binh SS.
- Quân đoàn xe tăng 3 của tướng Hermann Breith, gồm các sư đoàn xe tăng 3, 6, 10, 14; các sư đoàn bộ binh 168 và 367.
- Quân đoàn bộ binh 29 của tướng Erich Brandenberger, gồm các sư đoàn bộ binh 9, 97 và 335.
- Quân đoàn bộ binh dự bị 62 của tướng Ferdinand Neuling, gồm các sư đoàn bộ binh 148 và 242.

Tập đoàn quân 8 do thượng tướng Otto Wöhler chỉ huy. Biên chế gồm có:
- Quân đoàn bộ binh 4 của tướng Max Pfeffer, gồm các sư đoàn bộ binh 3, 17, 79 và 111.
- Quân đoàn bộ binh 11 của tướng Wilhelm Stemmermann, gồm có Sư đoàn xe tăng 5 SS "Wiking", các sư đoàn bộ binh 57, 72 và 167.
- Quân đoàn bộ binh 30 của tướng Philipp Kleffel, gồm các sư đoàn bộ binh 46, 257, 304, 306 và 387.
- Quân đoàn bộ binh 52 do các tướng Erich Buschenhagen và Rudolf von Bünau lần lượt chỉ huy, gồm các sư đoàn bộ binh 2, 76 và 384.

Tập đoàn quân 6 do thượng tướng Maximilian Fretter-Pico chỉ huy. Biên chế gồm có:
- Quân đoàn bộ binh 7 của tướng Ernst-Eberhard Hell, gồm các sư đoàn bộ binh 75, 88, 198 và 213.
- Quân đoàn bộ binh 17 của tướng Hans Kreysing, gồm các sư đoàn bộ binh 123, 125 và 302.
- Quân đoàn bộ binh 44 của tướng Friedrich Köchling, gồm các sư đoàn bộ binh 4, 73, 153, 282.

Tập đoàn quân không quân 4 do trung tướng Otto Dessloch chỉ huy. Biên chế gồm có:
- Cụm không quân I hoạt động ở phía Bắc Ukraina gồm 3 trung đoàn tiêm kích, 4 trung đoàn cường kích, 1 trung đoàn ném bom và 2 phi đội trinh sát.
- Cụm không quân II hoạt động ở giữa mặt trận gồm 2 trung đoàn tiêm kích, 4 trung đoàn cường kích, 2 trung đoàn ném bom và 2 phi đội trinh sát.
- Cụm không quân IV hoạt động ở phía Nam Ukraina gồm 2 trung đoàn tiêm kích, 2 trung đoàn cường kích, 2 trung đoàn ném bom và 1 phi đội trinh sát.
- Cụm không quân VIII hoạt động ở Krym gồm 1 trung đoàn tiêm kích, 1 trung đoàn cường kích 1 trung đoàn ném bom và 1 trung đoàn trinh sát.
- Cụm không quân Romania hoạt động ở phía Nam mặt trận gồm 1 trung đoàn tiêm kích, 1 trung đoàn ném bom và 1 phi đội trinh sát.
- Các sư đoàn phòng không 1, 5 và 9.

Quân đội các nước chư hầu của Đức
- Tập đoàn quân Hungary gồm 4 sư đoàn bộ binh và 1 sư đoàn cơ giới, trang bị vũ khí Đức.
- Tập đoàn quân 3 Romania gồm 6 sư đoàn bộ binh, trang bị vũ khí Đức và Romania.
- Tập đoàn quân 4 Romania gồm 5 sư đoàn bộ binh và sư đoàn xe tăng "Nước Đại Romania" trang bị xe tăng Đức, vũ khí Đức và Romania.

#### Kế hoạch phòng thủ
Sau khi các phương diện quân Liên Xô đột phá vượt sông Dniepr và đánh chiếm nhiều bàn đạp quan trọng cũng như đánh chiếm hạ lưu sông Dniepr, Cụm tập đoàn quân Nam (Đức) đã không còn giữ được thế trận phòng thủ liên hoàn mặc dù trong tay còn đủ 5 Tập đoàn quân, trong đó có 2 tập đoàn quân xe tăng. Tập đoàn quân 17 (Đức) bị cô lập ở Krym chỉ còn đóng vai trò "kẻ tự cứu mình" hơn là tác động tích cực đến chiến sự ở hữu ngạn Ukraina cho dù nó đã thu hút về cửa ngõ Krym 2 tập đoàn quân mạnh của Phương diện quân Ukraina 4 (Liên Xô).
Sau khi bố trí lại, lực lượng xe tăng Đức gồm 2 Tập đoàn quân xe tăng được dồn vào phía Bắc với ý đồ chặn giữ cửa ngõ gần nhất từ mặt trận phía Đông đến biên giới nước Đức Quốc xã khi đó. Khu vực Zhitomir do Tập đoàn quân xe tăng 4 của thượng tướng Erhard Raus chỉ huy trấn thủ. Ngày 24 tháng 12 năm 1943, Tập đoàn quân xe tăng 1 do tướng Hans-Valentin Hube chỉ huy được điều từ phía nam lên trấn giữ trước căn cứ bàn đạp Cherkassy đối diện với Tập đoàn quân 53 (Liên Xô).
Ở phía Nam, Tập đoàn quân 8 do thượng tướng Otto Wöhler chỉ huy tổ chức phòng ngự tích cực trên hướng Kirovograd. Hồi cuối tháng 10 năm 1943, chính Tập đoàn quân này đã sử dụng 3 sư đoàn xe tăng phản kích vào mũi tấn công của Tập đoàn quân xe tăng 5 (Liên Xô), buộc các xe tăng Liên Xô phải rút lui 35 km về bên kia sông Ingulets. Nhưng các sư đoàn xe tăng Đức cũng chịu nhiều thiệt hại.
Tập đoàn quân 6 (mới tái lập sau chiến dịch Stalingrad) do thượng tướng Maximilian de Angelis chỉ huy phòng thủ ở chỗ lồi Krivoi Rog - Nikopol. Tập đoàn quân 3 Romania (cũng mới tái lập sau chiến dịch Stalingrad) do đại tướng (Romania) Petre Dumitrescu chỉ huy phòng thủ khu tam giác Tavridia (???) - Nikolayev - Kherson, chỉ cách phía bắc bán đảo Krym hơn 40 km trên vùng cửa sông Dniepr. Lực lượng dự bị của thống chế Erich von Manstein khá mỏng và có chất lượng thấp, chỉ có Tập đoàn quân Hungary số 1 (tái lập sau thảm họa ở Trung lưu sông Đông mùa thu năm 1943) gồm 5 sư đoàn người Hung đóng tại phía Tây Bắc Ukraina, trên vùng ngã ba biên giới Liên Xô - Tiệp Khắc và Hungary và Tập đoàn quân Romania số 4 vừa được thành lập vội vã, do trung tướng Ioan Mihail Racoviţă chỉ huy đóng ở khu vực Tiraspol - Jassy - Kishinev (thuộc Cộng hòa Xô Viết Xã hội chủ nghĩa Xô Viết Moldavia). Cuối cùng thì sau khi cân nhắc, Hitler đã phải gửi đến tăng viện cho Cụm tập đoàn quân Nam các sư đoàn xe tăng 1, 7 và sư đoàn SS "Leibstandarte". Nhưng ngay lập tức, Erich von Manstein đã phải tuân thủ điều kiện sử dụng bắt buộc của Hitler, điều các sư đoàn này ra mặt trận Kiev - Zhitomir để trám vào những lỗ thủng do Tập đoàn quân xe tăng 4 (Đức) để lại sau khi bị thiệt hại nặng trong các trận phản kích vào Kiev cuối tháng 11 năm 1943. Tập đoàn quân không quân số 4 phải rải hơn 1.500 máy bay trên khắp 29 sân bay từ Lutsk đến Odessa để yểm hộ phòng thủ cho 4 tập đoàn quân Đức trên tuyến đầu.

## Diễn biến

### Giai đoạn thứ nhất
Giai đoạn thứ nhất của chiến dịch kéo dài từ ngày 24 tháng 12 năm 1943 tới ngày 29 tháng 2 năm 1944, bao gồm các chiến dịch nhỏ sau:
- Chiến dịch tấn công Zhitomir–Berdichev (24 tháng 12 năm 1943 - 14 tháng 1 năm 1944)[65]
- Chiến dịch tấn công Kirovograd (5 tháng 1 năm 1944 - 16 tháng 1 năm 1944)
- Chiến dịch hợp vây Korsun–Shevchenkovsky (24 tháng 1 năm 1944 - 17 tháng 2 năm 1944)[65]
- Chiến dịch tấn công Rovno–Lutsk (27 tháng 1 năm 1944 - 11 tháng 2 năm 1944)
- Chiến dịch tấn công Nikopol–Krivoi Rog (30 tháng 1 năm 1944 - 29 tháng 2 năm 1944)

#### Chiến dịch tấn công Zhitomir–Berdichev
Ngày 24 tháng 12 năm 1943, khi Chiến dịch Znamenka-Krivoy Rog của các Phương diện quân Ukraina 2 và 3 ở phía Nam vừa tạm dừng thì Đại tướng N. F. Vatutin phát động cuộc tấn công của Phương diện quân Ukraina 1 vào Tập đoàn quân xe tăng 4 (Đức). Các đòn tấn công chủ yếu xuất phát từ phía Tây và Tây Nam Kiev. Ở giữa mặt trận, Tập đoàn quân cận vệ 1 và Tập đoàn quân 18 có Tập đoàn quân xe tăng cận vệ 3 mở đường tấn công dọc theo đường sắt nhằm hướng Zhitomir - Berdichev. Tập đoàn quân 38 có Tập đoàn quân xe tăng 1 đi trước cũng phát động tấn công dọc theo con đường sắt Fastov đi Kazatin, mở rộng cánh trái đánh chiếm Skvira và Pogrevichensky (Pogrebysche). Bên cánh phải, các tập đoàn quân 27 và 40 cũng đồng loạt tấn công theo hướng Belaya Cherkov và Volodarka. Trên cánh trái của mặt trận, Tập đoàn quân 60 tiến quân qua Novograd-Volynsky hướng đòn tấn công về Slavuta. Tập đoàn quân 13 cũng mở các mũi tấn công hướng về Rovno và Sarny.
Ngày 27 tháng 12 năm 1943, Erich von Manstein khẩn khoản xin phép Hitler cho được rút quân nhưng mệnh lệnh của Hitler vẫn là giữ nguyên vị trí chiếm đóng. Ngày 28 tháng 12, Tập đoàn quân xe tăng 4 (Đức) mở các cuộc phản kích và đầu mối đường sắt Korostyshev và Radomyshl nhằm kéo Tập đoàn quân 60 và Tập đoàn quân cận vệ 1 lùi lại nhưng đòn phản kích quá yếu ớt, không ngăn cản được xe tăng Liên Xô tiến như vũ bão về phía trước. Ngày 29 tháng 12, Korostyshev được giải phóng và ngày 31 tháng 12, xe tăng Liên Xô đã lần thứ hai trong vòng hơn 1 tháng, lăn bánh trên đường phố Zhitomir. Sau đó, do tổ chức kém nên Tập đoàn quân xe tăng 1 phải rất vất vả mới chiếm được Berdichev ngày 3 tháng 1 năm 1943.

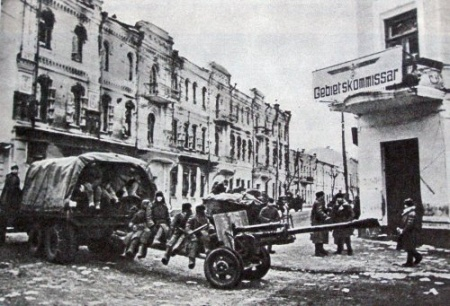
Quân đội Liên Xô đánh chiếm Berdichev, tháng 1-1944

Sau khi đánh chiếm Berdichev và Kazatin, Tập đoàn quân xe tăng 1 bứt khỏi Tập đoàn quân 38, tiến công dọc theo đường sắt Kazatin - Vinitsa, đánh chiếm Vinitsa và đột phá đến Zhmerinka. Tập đoàn quân 38 bị rớt lại sau. Phát hiện xe tăng Liên Xô tấn công đơn độc không có bộ binh đi kèm, ngày 5 tháng 1 năm 1944, tướng Hans-Valentin Hube tung Quân đoàn xe tăng 46 còn mới nguyên và Quân đoàn bộ binh 29 phản kích vào Zmerinka, buộc Tập đoàn quân xe tăng 1 (Liên Xô) phải lùi về Lipovets với tổn thất nặng. Ở phía Bắc, tướng Erhard Raus sử dụng Quân đoàn xe tăng 48 phản đột kích vào Starokonstantinov, kéo Tập đoàn quân xe tăng cận vệ 3 (Liên Xô) về Lyubar, không cho họ tiến đến gần Proskurov (Khmelnitskyi), nơi đóng Sở chỉ huy cánh Bắc của Cụm tập đoàn quân Nam.
Mũi phản kích của Tập đoàn quân xe tăng 1 Đức từ Uman và Vinitsa đã bị chặn đứng ngày 11 tháng 1. Trong ba ngày tiếp theo, Tập đoàn quân xe tăng 1 và các tập đoàn quân 38, 40 (Liên Xô) tiến hành phản đột kích nhưng vẫn bị quân Đức đẩy lùi thêm 30 km và trụ lại trên tuyến Lipovets - Ilintsy - Zhashkov - Tarascha. Ngày 14 tháng 1, chiến dịch kết thúc. Theo các tài liệu Xô Viết do Phòng thông tin Liên Xô (Sovinform) tổng hợp thì thương vong của quân Đức trong chiến dịch này tính từ ngày 24 tháng 12 năm 1943 đến 13 tháng 1 năm 1944 là 10 vạn người chết và bị thương, 7 nghìn bị bắt, 2.204 xe tăng bị phá hủy, 316 chiếc khác bị Quân đội Liên Xô bắt sống. Theo thiếu tướng Ivan Ignachyevich Yakubovsky, chỉ huy trưởng Lữ đoàn xe tăng cận vệ 91 thì chỉ tính đến hết ngày 29 tháng 12 năm 1943, đã có 40.000 sĩ quan và binh lính Đức thiệt mạng và bị thương; khoảng 3.000 lính Đức bị bắt làm tù binh; 671 xe tăng, 300 xe bọc thép và pháo tự hành, 1.380 pháo và súng cối cùng 5.500 xe quân sự của Đức bị phá hủy

#### Chiến dịch tấn công Kirovograd
Ở phía Nam, chiến sự chỉ tạm lắng trong 10 ngày khi các bên đều phải tạm dừng để bổ sung quân số, phương tiện bị thiệt hại trong Chiến dịch Znamenka-Krivoy Rog. Ngày 5 tháng 1 năm 1944, Phương diện quân Ukraina 2 của Đại tướng I. S. Konev lại nhanh chóng tiếp tục cuộc tấn công vào Kirovograd. Một lần nữa Manstein bay đến Tổng hành dinh của Hitler tại Đông Phổ và xin được lui quân, và một lần nữa Hitler lại yêu cầu "giữ nguyên vị trí".
Ở phía Bắc, Tập đoàn quân 52 vừa giữ vững bàn đạp Cherkassy, vừa phối hợp với Tập đoàn quân cận vệ 4 mở mũi đột kích vào Kamenka. Đến ngày 11 tháng 1, Tập đoàn quân cận vệ 4 đã cắt đứt tuyến đường sắt nối Kirovograd với Smela và cô lập đầu mối đường sắt quan trọng này từ ba phía. Mũi tấn công của Tập đoàn quân 53 cũng phát triển nhanh chóng. Chỉ sau 2 ngày, Tập đoàn quân 53 đã đánh chiếm Kanizh, cô lập Kirovograd từ phía Bắc.. Trên hướng tấn công chính, Tập đoàn quân cận vệ 5 và Tập đoàn quân cận vệ 7 tạo thành hai gọng kìm khép chặt Kirovograd từ phía Bắc và phía Nam. Tập đoàn quân xe tăng cận vệ 5 yểm hộ Tập đoàn quân cận vệ 7 đã tạo thành một "bức tường thép" ở phía Nam Kirovograd, chặn đứng đòn phản kích của 2 quân đoàn bộ binh Đức vào Novgorodsk (Novgorodka), khép chặt sườn trái của Phương diện quân Ukraina 2 với Phương diện quân Ukraina 3.
Ngày 7 tháng 1, trong một cố gắng cuối cùng để cứu vãn tình hình tại Kirovograd, tướng Otto Wöhler tung Sư đoàn xe tăng 5 SS phản kích vào cánh trái của Tập đoàn quân cận vệ 7 tại Rybchino và Pokrovskoye trong khi chủ lực của Tập đoàn quân này đã dồn hết về phía trước. Tướng P. A. Rotmistrov điều trung đoàn pháo chống tăng 689 của đại tá J. S. Gushev từ đội dự bị của mình ra cản phá, ngăn chặn đòn đột kích này. Trung bình, cứ 3 xe tăng Đức mới đổi được một khẩu pháo của Trung đoàn 689. Không chịu nổi tổn thất, Sư đoàn xe tăng 5 SS phải chấm dứt phản kích. Ngày 8 tháng 1 năm 1944, Quân đội Liên Xô giải phóng thành phố Kirovograd.

#### Chiến dịch tấn công Rovno–Lutsk
Sau khi dừng lại ba ngày trên tuyến Sarny - Kostopol - Gosha (Goshcha) - Slavuta, ngày 27 tháng 1, cánh Bắc của Phương diện quân Ukraina 1 tiếp tục tiến công, tạo thế chia cắt Cụm tập đoàn quân Nam với Cụm tập đoàn quân Trung tâm (Đức), đồng thời, mở rộng thêm bàn đạp để tiến xuống phía Nam, đánh vào sau lưng cánh Bắc của Cụm tập đoàn quân Nam (Đức) đang tập trung tại Tây Nam Kiev và vẫn chưa từ bỏ ý định chiếm lại thành phố.
Do địa hình phía Bắc mặt trận là vùng đầm lầy Polesia dọc sông Pripyat, rất khó triển khai xe tăng và cơ giới nặng nên Tập đoàn quân 13 và Tập đoàn quân 60 (hai tập đoàn quân chủ yếu của chiến dịch) được tăng cường Quân đoàn kỵ binh cận vệ 1 và Quân đoàn kỵ binh cận vệ 6. Tập đoàn quân 18 cũng được điều đến sau lưng Tập đoàn quân 13 làm lực lượng dự bị chiến dịch để phát huy kết quả tấn công về phía Đông. Ngày 27 tháng 1, Tập đoàn quân 13 nổ súng tấn công trước.
Ngày 27 tháng 1, các Quân đoàn kỵ binh cận vệ 1 và 6 đã bí mật, bất ngờ đột kích mà không có pháo binh bắn chuẩn bị. Sau khi vượt sông Goryn trong hành tiến, ngày 29 tháng 1, Quân đoàn kỵ binh cận vệ 1 đã đột kích sâu đến 50 km, đánh chiếm Kivertsy, cắt đứt đường sắt Kovel - Rovno. Ngày 1 tháng 2, Quân đoàn kỵ binh cận vệ 6 cũng đột kích qua Klevan và hội quân với các sư đoàn cánh phải của Tập đoàn quân 60 ở Dubno. Ngày 2 tháng 2, các thành phố Rovno và Lustk cùng được giải phóng.
Ở phía Nam, Tập đoàn quân 60 tấn công chậm hơn một ngày khi Quân đoàn bộ binh 13 (Đức) đã kéo bớt sư đoàn kỵ binh 18 và sư đoàn bộ binh 340 (Đức) lên chặn đường kỵ binh Liên Xô đang đột phá qua Lutsk đi Lvov. Ngày 11 tháng 2, Tập đoàn quân 60 đánh chiếm Shepetovka, Bologorye, Yampol, Shumskoye (Shumsk). Sau 16 ngày tấn công, cánh Bắc của Phương diện quân Ukraina 1 đã tạo được một "lỗ thủng" rất lớn sâu 30 dặm và rộng đến 110 dặm, tạo ra nguy cơ chia cắt hai Cụm tập đoàn quân lớn nhất của quân đội Đức Quốc xã trên mặt trận phía Đông.

#### Chiến dịch hợp vây Korsun–Shevchenkovsky

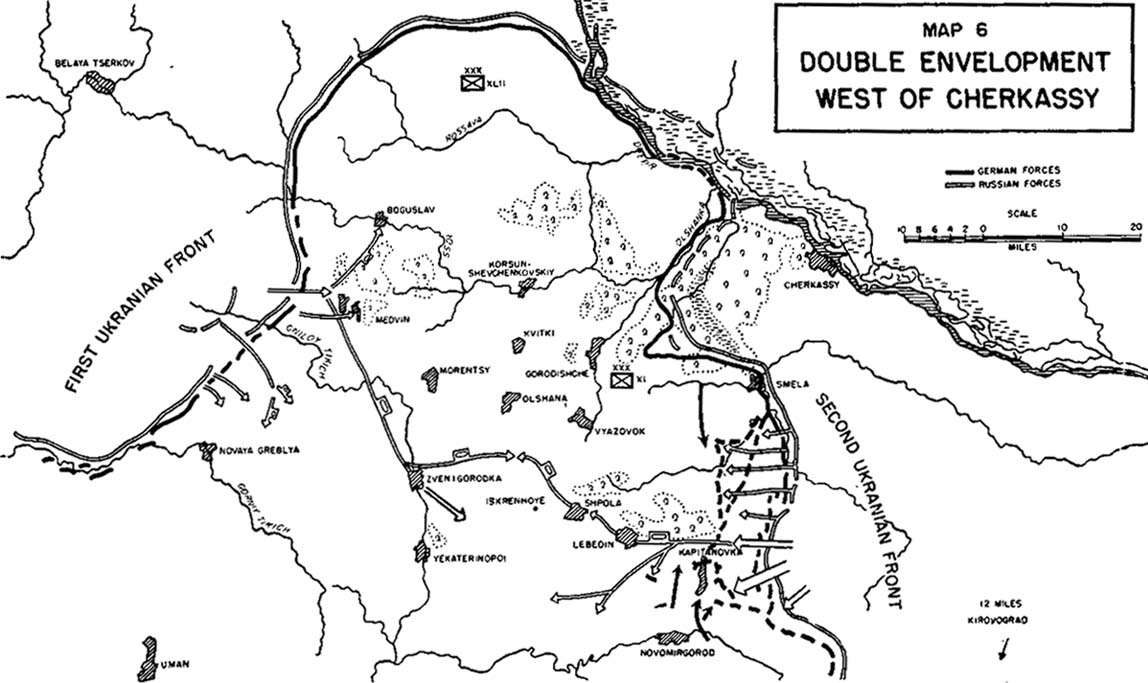
Bản đồ Chiến dịch Korsun-Shevchenkovsky (do Lục quân Hoa Kỳ vẽ)

Các bản đồ đoạt được của quân Đức ngày 4 tháng một trong trận đột kích chớp nhoáng của Quân đoàn cơ giới cận vệ 79 vào Vinitsa cho thấy cụm quân Đức do tướng Wilhelm Stemmermann chỉ huy đóng tại mỏm đất nhô Korsun-Shevchenkovsky với đỉnh chạm vào sông Dniepr có 9 sư đoàn bộ binh, 1 sư đoàn xe tăng và 1 sư đoàn cơ giới. Cụm quân này chêm vào giữa các phương diện quân Ukraina 1 và 2, chứa đựng nguy cơ đột kích vào cả hai sườn của hai Phương diện quân này và cản trở cuộc tấn công của quân đội Liên Xô trên hữu ngạn Ukraina. Ngày 11 tháng 1 năm 1943, kế hoạch tấn công của G. K. Zhukov, N. F. Vatutin và I. S. Konev được báo cáo lên Đại bản doanh và ngay hôm sau, ngày 12 tháng 1, Tổng tư lệnh tối cao Liên Xô I. V. Stalin đã chuẩn y kế hoạch đó. Để hợp vây cụm quân Korsun-Shevchenkovsky của quân Đức, Quân đội Liên Xô huy động vào trận đánh 27 sư đoàn bộ binh, 4 quân đoàn xe tăng, 1 quân đoàn cơ giới; tổng cộng có 370 xe tăng cùng một số lượng lớn pháo binh, không quân và các phương tiện tăng cường. Ưu thế của Quân đội Liên Xô đạt được trên các hướng tấn công chính lên đến 1,7:1 về bộ binh, 2,4:1 về pháo và súng cối, 2,6:1 về xe tăng và pháo tự hành.
Mũi tấn công chính của chiến dịch nằm ở phía Nam của khu vực Korsun-Shevchenkovsky mở màn ngày 24 tháng 1 năm 1944. Sau một trận oanh kích dữ dội trên quy mô lớn bằng cả pháo binh và không quân, các Tập đoàn quân cận vệ 4 và Tập đoàn quân 53 của Phương diện quân Ukraina 2 tấn công vào phía Nam của chỗ lồi Korsun. Ngày hôm sau, Tập đoàn quân xe tăng cận vệ số 5 có 218 xe tăng và 18 pháo tự hành được đưa vào cửa đột phá tại tại Kanizh để đẩy nhanh tốc độ đột phá về Shpola. Với ưu thế về binh lực trên một địa đoạn hẹp, Quân đội Liên Xô nhanh chóng chọc thủng trận tuyến và dễ dàng đẩy lùi mọi đợt phản kích của phát xít Đức.

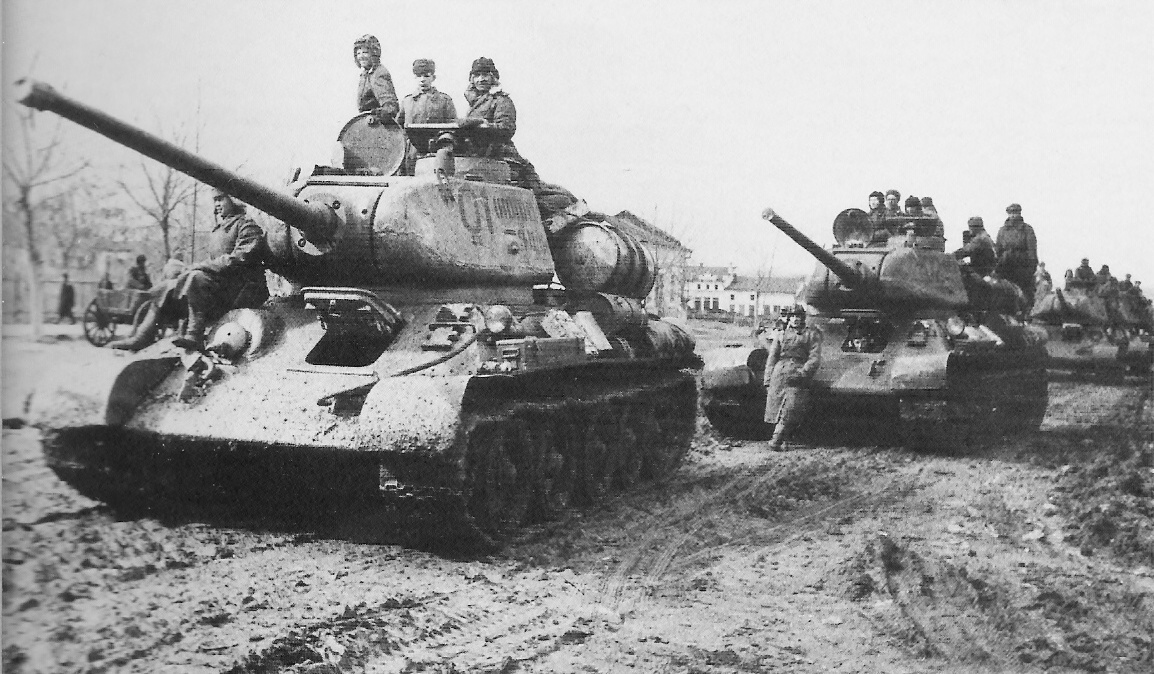
Các đơn vị xe tăng Liên Xô chuẩn bị tấn công

Ngày 26 tháng 1 năm 1944, Phương diện quân Ukraina 1 tung Tập đoàn quân xe tăng 6 có hơn 150 xe tăng đột phá từ Đông Nam Stavishe (Stavyshche) về hướng Zvenigorodka. Ngày 28 tháng 1, Tập đoàn quân này đã đón gặp Tập đoàn quân xe tăng cận vệ 5 tại thị trấn Zvenigorodka, khép lại vòng vây. Ngày 30 tháng 1, các tập đoàn quân 27, 52, 53 và cận vệ 4 (Liên Xô) tấn công theo sau xe tăng đã thiết lập được vòng vây tuyến ngoài từ Zhashkov qua Talnoye, Malyi Viska đến phía Nam Kanizh. Bên trong vòng vây là các đơn vị thuộc Sư đoàn xe tăng 23, Sư đoàn SS "Wiking", các sư đoàn bộ binh của Quân đoàn xe tăng 42 và Quân đoàn bộ binh 29 (Đức) tại khu vực Korsun-Shevchenkovsky - Boguslav - Smela, trong một "cái chảo" được mệnh danh là "Tiểu Stalingrad" hay còn gọi là "Stalingrad trên bờ sông Dniepr".. Tuy quân đội Liên Xô nhanh chóng bao vây 11 sư đoàn Đức tại đây nhưng việc thanh toán cụm quân này gặp nhiều khó khăn do bị cản trở nhiều bởi thời tiết tan băng sớm đầu năm 1944 khiến mặt đất trở nên hết sức lầy lội; cản trở việc triển khai và cơ động các lực lượng xe tăng, cơ giới, pháo binh cũng như các phương tiện nặng.
Ngày 4 tháng 2, thống chế Erich von Manstein tung ra một cuộc phản công lớn vào khu vực Korsun-Shevchenko để giải vây cho cụm quân của tướng Wilhelm Stemmermann. Đội quân phản công gồm lực lượng hỗn hợp của Tập đoàn quân xe tăng 1 và một phần Tập đoàn quân xe tăng 4 đặt dưới quyền chỉ huy của thượng tướng xe tăng Hans Hube. Theo kế hoạch, Quân đoàn xe tăng 47 sẽ tấn công từ phía Đông Nam còn Quân đoàn xe tăng 3 sẽ tấn công từ phía Tây. Mũi phản công chủ yếu do Quân đoàn xe tăng 3 đảm nhận sẽ đánh từ khu vực Uman-Khristinovka vào khu vực Antonovka-Rizino là nơi vòng vây của Quân đội Lien Xô bị đứt đoạn giữa Tập đoàn quân 27 và Tập đoàn quân 52. Nhưng chỉ đến ngày 6 tháng 2, cuộc phản công này bị chặn đứng tại làng Kameny Brody (???) do cuộc phản đột kích của Quân đoàn bộ binh 47 (Tập đoàn quân 27), Quân đoàn bộ binh 73 (Tập đoàn quân 52) dưới sự yểm hộ của Lữ đoàn xe tăng 73 và các trung đoàn pháo tự hành 378, 379. Ngày 7 tháng 2, Sư đoàn xe tăng 1 (thuộc Quân đoàn xe tăng 24) được tướng Erhard Raus điều động cho cuộc phản công cố gắng đột phá qua Lisyanka đến Korsun nhưng đã bị các Quân đoàn bộ binh 78 chặn đứng tại Nông trường Tháng Mười.. Cuộc phản công của Quân đội Đức Quốc xã có nguy cơ phá sản trong bùn lầy của mùa xuân sớm tại Korsun-Shevchenkovsky.
Ngày 8 tháng 2, Nguyên soái G. K. Zhukov, Đại tướng N. F. Vatutin và Đại tướng I. S. Konev cùng ký và gửi một tối hậu thư yêu cầu các đơn vị Đức Quốc xã bị vây phải đầu hàng. Song, cũng giống như ở Stalingrad, quân Đức từ chối.

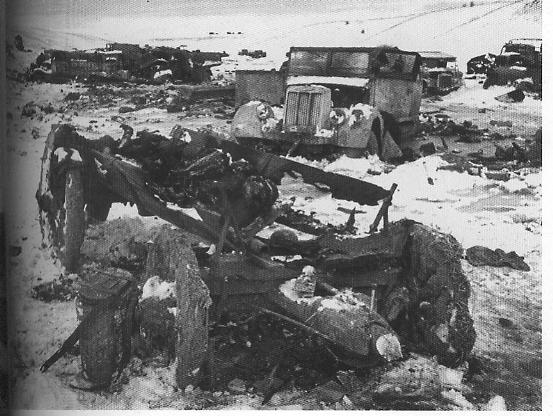
Các tài sản quân sự của quân đội Đức Quốc xã bỏ lại tại "cái chảo" Korsun-Shevchenkovsky.

Trong những cố gắng cuối cùng để giải cứu cụm quân Korsun-Shevchenkovsky, ngày 9 tháng 2, Quân đoàn xe tăng 3 (Đức) đã tiến tới Lisyanka, tiếp cận với số quân bị vây. Ngay sau đó, trong một trận bão tuyết, các sư đoàn bộ binh 57, 72, 88 và sư đoàn SS "Wiking" (Đức) trong "cái chảo" Korshun đã tìm cách chạy thoát thân nhưng đã bị chặn lại trên sông Gniloy Tikich. Trong khi vũ khi, đạn dược, lương thực, quân nhu vơi cạn dần vì không thể được tiếp tế quy mô như trong trận Stalingrad, cụm quân Đức bị vây phải liên tục chống đỡ các đòn tấn công dồn ép của quân đội Liên Xô. Trước tình hình đó, tướng Wilhelm Stemmermann, chỉ huy cụm quân Đức bị vây, quyết định mở một đợt đánh phá vây cuối cùng vào đêm 16 rạng ngày 17 tháng 2 năm 1944. Cuộc phá vây một lần nữa thất bại, phần lớn số quân Đức tham gia phá vây bị tiêu diệt, trong đó có cả tướng Stemmermann. Chỉ có một số ít ỏi chạy thoát khỏi vòng vây. Trong số 73 nghìn quân bị "giam" tại "cái chảo" Korshun có 18 nghìn bị bắt, số còn lại phần lớn bị tiêu diệt. Chỉ tính riêng địa đoạn mặt trận do Tập đoàn quân xe tăng cận vệ 5 (Liên Xô) chiếm lĩnh đã có 16.870 sĩ quan và binh sĩ Đức chết trận; 249 xe tăng, 310 pháo, 109 súng cối và 1.474 xe quân sự bị phá hủy; 22 máy bay Đức bị hỏa lực phòng không bắn rơi. Tập đoàn quân xe tăng cận vệ 5 còn thu giữ từ quân Đức bỏ lại 24 xe tăng, 35 pháo tự hành, 178 pháo và súng cối, 1.553 xe quân sự, 27 kho đạn dược, vũ khí, quân nhu và quân dụng, bắt 2.335 tù binh Đức.
Kết quả của Chiến dịch Korsun-Shevchenkovsky đã tạo ra một lỗ hổng lớn trên tuyến phòng ngự của quân Đức. Từ Zhmerinka đến Pervomaisk, Tập đoàn quân xe tăng 1, cánh Nam của Tập đoàn quân xe tăng 4 và cánh Bắc của Tập đoàn quân 8 (Đức) không chỉ cạn sạch lực lượng dự bị mà còn không đủ quân để phòng thủ trên một tuyến dài đến gần 500 km. Ngày 20 tháng 2, Thống chế Erich von Manstein ra lệnh thiết lập tuyến phòng thủ trên sông Nam Bug. Trong khi đó, Quân đội Liên Xô không tạm dừng chiến dịch mà tích cực chuẩn bị để tấn công chỉ hai ngày sau đó. Trong quá trình Chiến dịch Korsun-Shevchenkovsky, nhận thấy cánh Bắc của Phương diện quân Ukraina 1 đã tiến xa về phía Tây, trong khi cánh Nam của nó vẫn ở lại trên khu vực quanh khu vực từ Tây Nam Kiev đến bờ sông Dniepr, ngày 12 tháng 2 năm 1944, Đại bản doanh Bộ Tổng tư lệnh quân đội Liên Xô ra lệnh bố trí lại lực lượng. Tập đoàn quân 27 và Tập đoàn quân xe tăng 6 (được nâng cấp từ Quân đoàn xe tăng 19 của tướng A. G. Kravchenko) sẽ được chuyển giao từ Phương diện quân Ukraina 1 sang Phương diện quân Ukraina 2. Tuyến phân giới giữa hai Phương diện quân được đẩy lên phía Bắc, từ Volodarka qua Ilintsy, Kopaygorod, Khotin đến thượng nguồn sông Seret, trên biên giới Liên Xô-Romania.

#### Chiến dịch tấn công Nikopol–Krivoi Rog

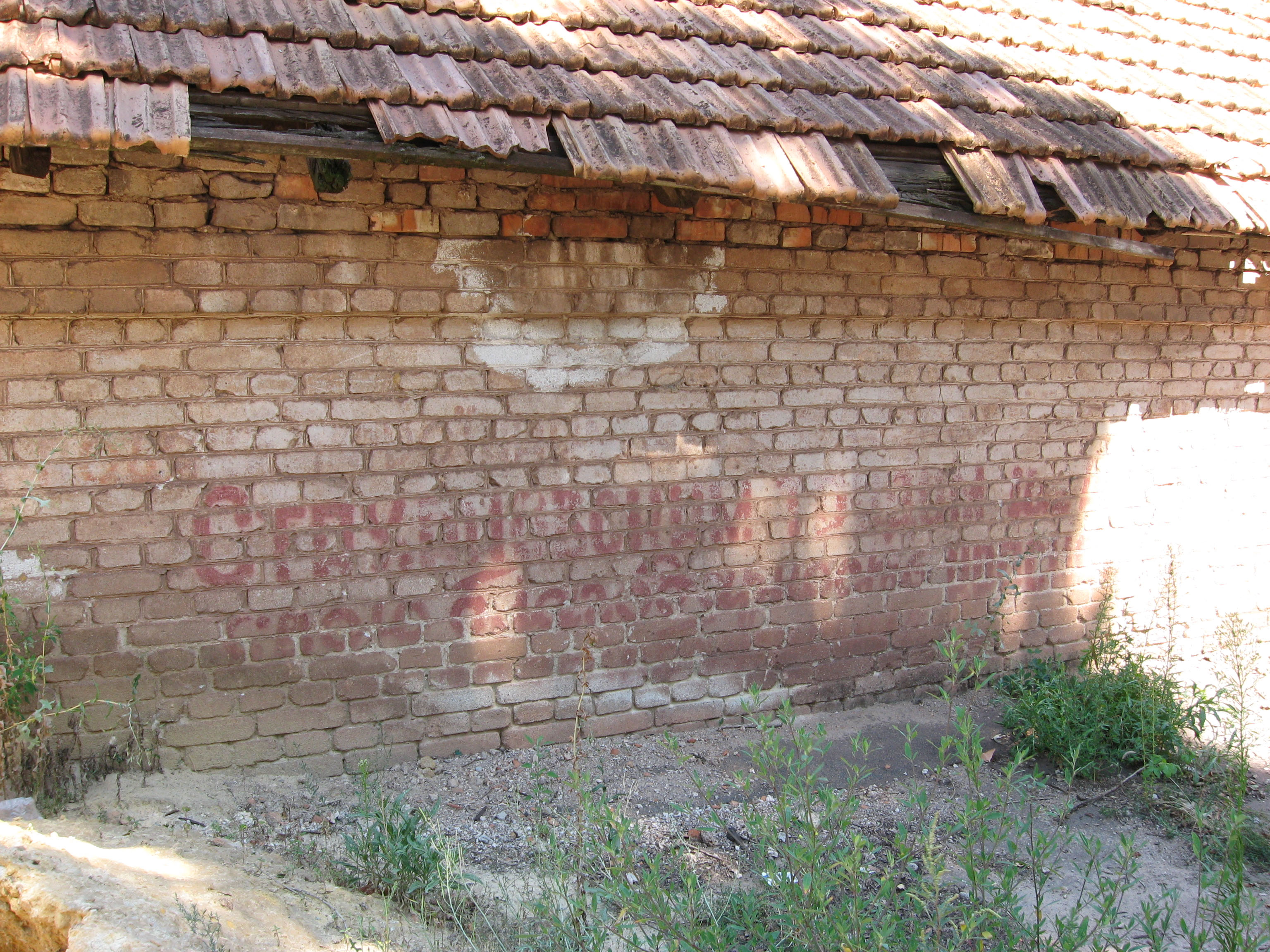
Di tích bức tường gạch ghi lại khẩu hiệu chào mừng Hồng quân Liên Xô giải phóng thành phố của Krivoi Rog từ tay quân đội Đức Quốc xã, 22 tháng 2 năm 1944

Trong khi 11 sư đoàn Đức đang khốn đốn trong vòng vây tại "Tiểu Stalingrad" bên bờ sông Dniepr thì ở cánh Nam của Cụm tập đoàn quân Nam (Đức), nguy cơ một "cái chảo" như vậy đối với Tập đoàn quân 6 (Đức) và cánh Nam của Tập đoàn quân 8 (Đức) đã xuất hiện. Ngày 30 tháng 1 năm 1944, các Phương diện quân Ukraina 3 và 4 (Liên Xô) mở Chiến dịch tấn công Nikopol-Krivoy Rog. Chiến dịch này có quy mô còn lớn không kém Chiến dịch Korsun-Shevchenkovsky. Quân đội Liên Xô huy động 705.000 quân, Quân đội Đức Quốc xã có 540.000 quân, không kể quân chư hầu Romania.
Chiến dịch tấn công Nikopol–Krivoi Rog mở màn khi Tập đoàn quân cận vệ 8 và Tập đoàn quân 46 (Phương diện quân Ukraina 3) giáng đòn đột kích chủ yếu vào điểm giữa Nikopol và Krivoy Rog. Các cuộc tấn công diễn ra trong điều kiện thời tiết rất xấu. Mây thấp và mưa phùn khiến không quân của cả hai bên đều án binh bất động tại các sân bay. Pháo binh hoạt động không mấy hiệu quả vì tầm nhìn bị hạn chế đáng kể. Do đó, tốc độ tấn công trong mấy ngày đầu rất chậm. Ngay cả khi Quân đoàn cơ giới cận vệ 4 được đưa vào đột phá cũng chìm ngập trong bùn lầy. Các pháo thủ phải kéo pháo bằng ngựa, bằng tay. Ngày 31 tháng 1, Tập đoàn quân cận vệ 3 mở mũi đột kích vào trực diện vào Nikopol sau khi vượt sông Dniepr trong hành tiến. Tập đoàn quân xung kích 5 và Tập đoàn quân 28 đột phá về phía Tây, đánh chiếm Blakitnoye. Ngày 3 tháng 2, Tập đoàn quân 28 đánh chiếm Kirovsk (???) và Novo-Ivanovka (???). Đường rút lui của Tập đoàn quân 6 (Đức) về Nikolayev đã bị Quân đội Liên Xô kiểm soát. Ngày 5 tháng 2, Tập đoàn quân cận vệ 8 đánh chiếm Mikhailovka, Kamyanka và đầu mối đường sắt Apostolovo, cắt đứt liên lạc trên bộ giữa Nikopol và Krivoy Rog. Ngày 6 tháng 2, Tập đoàn quân 37 đột kích qua phía Bắc Krivoy Rog đến tuyến sông Ingulets. Ngày 8 tháng 2, con đường bộ để trốn thoát cuối cùng của quân Đức tại làng Bolsaya Lepatikha đã bị Tập đoàn quân 6 (Liên Xô) cắt đứt. 3 sư đoàn bộ binh Đức lọt vào vòng vây quanh hai khu vực Blakitnoye và Shirokoye . Cùng ngày, Tập đoàn quân cận vệ 3 giải phóng Nikopol.
Ngày 12 tháng 2, tướng Maximilian Fretter-Pico huy động Quân đoàn bộ binh 44 còn nằm ngoài vòng vây và 3 sư đoàn Romania tổ chức phản kích vào nhà ga Tseykovka (???) và thị trấn Shirokoye để giải thoát cho cụm quân Đức bị vây ở Krivoy Rog. Đại tướng R. Ya. Malinovsky hạ lệnh cho thượng tướng V. I. Chuikov để lại khu vực Krivoy Rog cho Tập đoàn quân 46 giải quyết, cấp tốc điều Quân đoàn bộ binh 29, Lữ đoàn xe tăng 11, Lữ đoàn cơ giới cận vệ 10 và trung đoàn pháo tự hành 53 ra chặn đòn phản kích của quân Đức tại Shirokoye, chặn đứng các cuộc tấn công vượt sông Ingulets của 6 sư đoàn bộ binh Đức và Romania.
Ngày 29 tháng 2, Chiến dịch Nikopol-Krivoy Rog kết thúc. Quân đội Liên Xô xóa bỏ chỗ lồi xung quanh Krivoi Rog, Nikopol và thu hẹp đáng kể chính diện mặt trận. 12 sư đoàn Đức bị đánh tan. Quân đội Đức Quốc xã bị mất hơn 40.000 người chết và bị thương, 4.600 người bị bắt làm tù binh.

### Giai đoạn thứ hai
Sau giai đoạn thứ nhất với 5 chiến dịch kế tiếp và gối nhau, so sánh lực lượng trên chiến trường Ukraina từ tháng 3 năm 1944 vẫn nghiêng về phía quân đội Liên Xô. Do nhận được quân số bổ sung cùng hơn 600 xe tăng, nhiều pháo và máy bay từ các nhà máy Ural, Volga, Chelyabinsk... ưu thế về xe tăng của Quân đội Liên Xô được lập lại. Tính đến ngày 1 tháng 3 năm 1944, tại Ukraina, Quân đội Liên Xô có 1.930.000 người, 29.700 pháo và súng cối, 2.442 xe tăng và pháo tự hành, 1.578 máy bay. Quân đội Đức Quốc xã cũng nhận dược tăng viện từ Tây Âu, Balkan và nước Đức, cùng thời điểm ngày 1 tháng 3, Quân đội Đức tại Ukraina có 1.400.000 người, 14.500 pháo và súng cối, khoảng 2.000 xe tăng và pháo tự hành, 1.530 máy bay. Tỷ lệ ưu thế 1,4:1 về người, 2:1 về pháo, 1,2:1 về xe tăng (về máy bay, ưu thế coi như không đáng kể) của Quân đội Liên Xô không phải là một ưu thế lớn trong tấn công. Tuy nhiên, họ đã tạo được ưu thế áp đảo trên các hướng tấn công chính bằng cách để các hướng phụ bị yếu và chỉ cần giữ thế phòng thủ tích cực ở các hướng này. Việc giữ bí mật các cuộc chuyển quân và tập trung binh lực vào các hướng đột kích quan trọng, có tác dụng chia cắt mạnh đã tạo cho Quân đội Liên Xô những thành công mới trên mặt trận Ukraina năm 1944.
Giai đoạn hai của Chiến dịch tấn công hữu ngạn Dniepr bao gồm các chiến dịch bộ phận như sau:
- Chiến dịch tấn công Proskurov–Chernovtsy (4 tháng 3 năm 1944 - 17 tháng 4 năm 1944)[65]
- Chiến dịch tấn công Uman–Botoşani (5 tháng 3 năm 1944 - 17 tháng 4 năm 1944)
- Chiến dịch tấn công Bereznegovatoye-Snigirevka (6 tháng 3 năm 1944 - 18 tháng 3 năm 1944)
- Chiến dịch tấn công Kovel (15 tháng 3 năm 1944 - 5 tháng 4 năm 1944)
- Chiến dịch tấn công Odessa (26 tháng 3 năm 1944 - 14 tháng 4 năm 1944)

#### Chiến dịch tấn công Proskurov–Chernovtsy

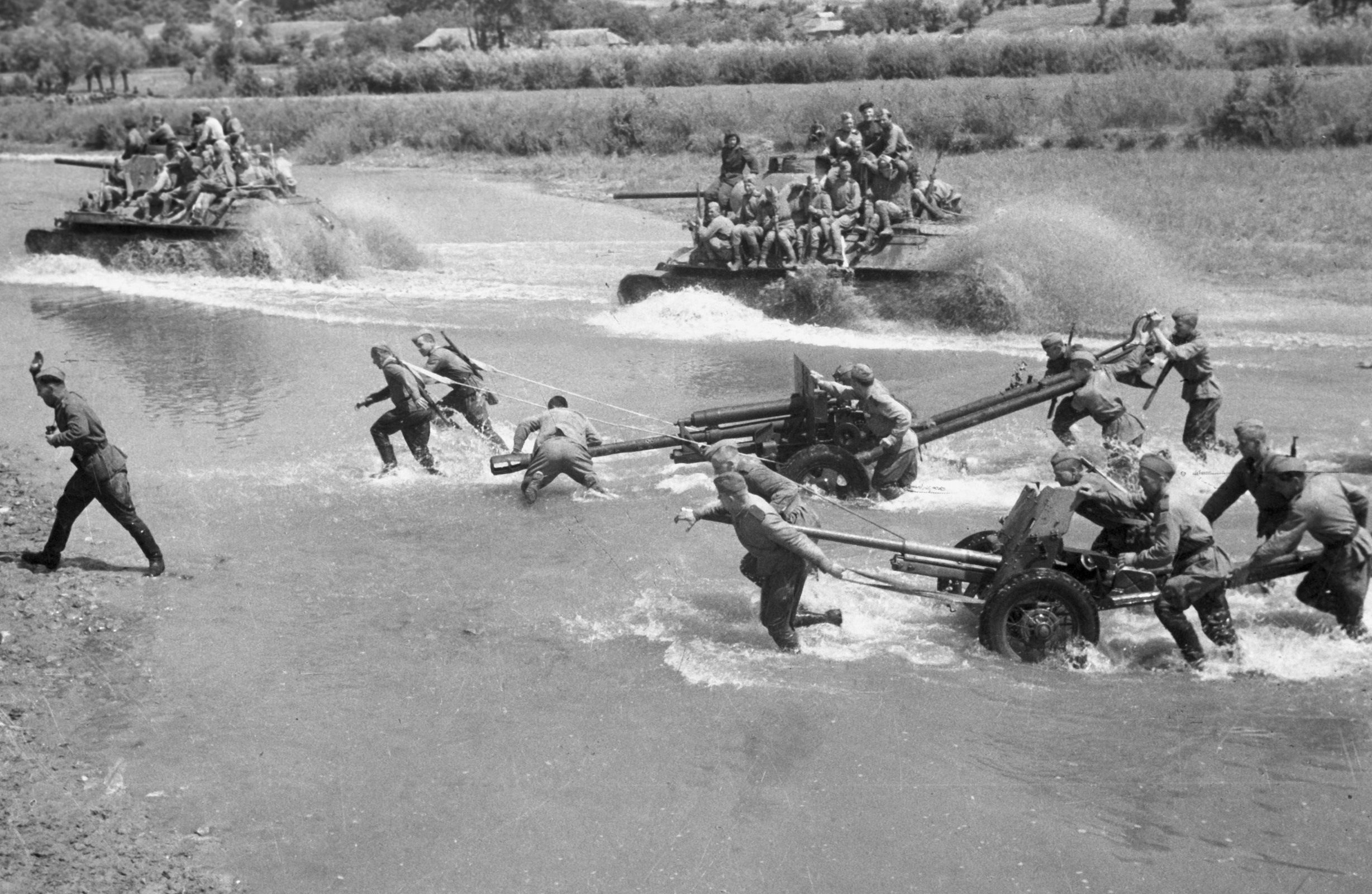
Phương diện quân Ukraina 1 tấn công

Tại phía Bắc Ukraina, sau khi Quân đội Liên Xô giảm cường độ công kích vào cuối tháng 2 năm 1944, Bộ Tổng tư lệnh tối cao Đức Quốc xã OKH tin rằng Hồng quân sẽ ít có khả năng tổ chức thêm bất kỳ cuộc tấn công nào nữa trong tương lai gần. Tuy nhiên, những phán đoán đó hoàn toàn không có cơ sở. Trên thực tế, Quân đội Liên Xô đang bí mật tổ chức một đợt tấn công quy mô còn lớn hơn nữa với việc huy động toàn bộ 6 tập đoàn quân xe tăng của họ đang có mặt tại Ukraina tham gia các chiến dịch. Trên mặt trận phía Tây Kiev và vùng Polesia, Quân đội Liên Xô có khoảng 800.000 người, 11.900 pháo và súng cối, 1.400 xe tăng, 477 máy bay chiến đấu. Quân đội Đức Quốc xã có khoảng 500.000 người, 5.530 pháo và súng cối, 1.100 xe tăng và 480 máy bay chiến đấu.
Từ cuối tháng 2 năm 1944, lợi dụng bàn đạp chiến lược được mở ra sau khi đánh lui Tập đoàn quân xe tăng 4 (Đức) tại khu vực Rovno-Lutsk. Nguyên soái G. K. Zukov đã điều động từ khu vực Đông Bắc Vinitsa đến đây Tập đoàn quân xe tăng 1 của trung tướng M. E. Katukov. Tập đoàn quân xe tăng 4 do trung tướng D. D. Lelyushenko chỉ huy (nhậm chức ngày 10 tháng 3 năm 1944) cũng được đưa từ lực lượng dự bị chiến lược đến khu vực Yampol. Cùng với Tập đoàn quân xe tăng cận vệ 3 của tướng P. S. Rybalko đã có mặt tại Belogorye sau Chiến dịch tấn công Rovno–Lutsk, ba tập đoàn quân xe tăng Liên Xô sẽ tạo thành một mũi đột kích cực mạnh chia cắt Tập đoàn quân xe tăng 1 khỏi Tập đoàn quân xe tăng 4 (Đức) và cụm quân Đức tại Nam Ba Lan. Phối hợp với đòn đột kích từ phía Nam của Tập đoàn quân xe tăng cận vệ 5, Tập đoàn quân xe tăng 6 (lúc này đã giải quyết xong "cái chảo" Korsun-Shevchenkovsky) và Tập đoàn quân xe tăng 2 của tướng I. S. Bogdanov tràn qua Uman tấn công sang phía Đông.. Quân đội Liên Xô dự kiến sẽ tạo nên hai gọng kìm bằng xe tăng kẹp chặt Tập đoàn quân xe tăng 1, một phần Tập đoàn quân 8 và cánh Nam của Tập đoàn quân xe tăng 4 vào giữa; hinh thành một "cái chảo" ở khu vực Vinitsa, Proskurov, Kamenets Podolsky còn lớn hơn hai "cái chảo" Korsun-Shevchenkovsky và Nikopol-Krivoy Rog cộng lại. Kế hoạch nghi binh của Hồng quân đã thành công và phát xít Đức hoàn toàn bị bất ngờ khi vào ngày 4 tháng 3 năm 1944 Phương diện quân Ukraina 1 chuyển sang tấn công sau một đợt pháo kích dữ dội, mở màn chiến dịch Proskurov–Chernovtsy.

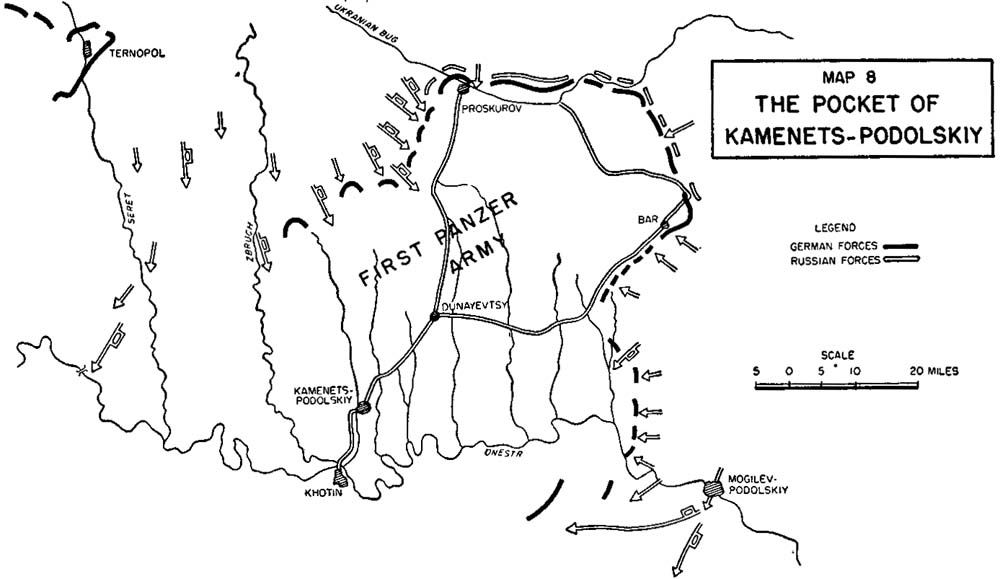
Sơ đồ vòng vây mà Quân đội Liên Xô tạo ra ở khu vực Kamenets Podolsky - Dunayevtsy trong chiến dịch Proskurov - Chernovtsy

Ngay sát trước chiến dịch, Quân đội Liên Xô chịu một tổn thất nặng nề về sinh lực cao cấp. Ngày 28 tháng 2 năm 1944, trên đường đi thị sát mặt trận của Tập đoàn quân 60 cùng với Nikita Khrushev, khi đi qua khu vực Goshchansky Ostrog, đại tướng N.F.Vatutin, tư lệnh Phương diện quân Ukraina 1 bị các lực lượng li khai Ukraina của Bandera (UPA) bắn trọng thương. Ông được đưa về Kiev điều trị. Ngày 5 tháng 4 năm 1944, N. F. Vatutin qua đời tại Quân y viện Kiev. Nguyên soái G.K.Zhukov được chỉ định làm tư lệnh Phương diện quân Ukraina 1 và vẫn là Phó Tổng tư lệnh tối cao.
Khởi đầu chiến dịch, Tập đoàn quân 60 và Tập đoàn quân cận vệ 1 (Liên Xô) triển khai đột phá tuyến phòng ngự Shumskoys - Yampol - Lyubar của Quân đội Đức Quốc xã. Sáng ngày 5 tháng 3 khi khu vực cửa mở tại Yampol và Iziaslav đã rộng ra đến 5 km và sâu 2 km, Tập đoàn quân xe tăng 1 và Tập đoàn quân xe tăng 3 lập tức được đưa vào để khoét sâu lỗ đột phá. Đến ngày 7 tháng 3, hai tập đoàn quân xe tăng này đã vượt lên trước hơn 40 km, cắt đứt tuyến đường sắt Proskurov - Tarnopol ở Volochisk và Ostrobsk. Theo sau họ là Tập đoàn quân cận vệ 1 và Tập đoàn quân 60. Cảm thấy mối đe dọa từ phía sau lưng, tướng Walter Model lập tức tung ra 9 sư đoàn xe tăng và 6 sư đoàn bộ binh phản kích vào Ostrov, Chernyi (???), Zhmerinka nhưng vẫn không thể ngăn cản được đòn đột kích của xe tăng Liên Xô. Sở chỉ huy Cụm tập đoàn quân Bắc Ukraina buộc phải rời về Tarnopol. Ngày 12 tháng 3, để tăng tốc độ và mở rộng chính diện tấn công, Tập đoàn quân xe tăng 1 từ thê đội 2 được điều động vượt lên trước Tập đoàn quân cận vệ 1 và tiến nhanh theo hướng Chernovtsy. Tận dụng đòn đột phá của Tập đoàn quân xe tăng 1, Tập đoàn quân 60 bẻ hướng về phía Tây, tấn công Tarnopol. Tướng Model lại một lần nữa phải rời Sở chỉ huy của mình về Lvov.
Ở giữa mặt trận, ngày 16 tháng 3, Tập đoàn quân 18 (Liên Xô) đột phá qua Starokonstantinov về Proskurov. Tập đoàn quân 38 cũng tấn công qua Khmelnik, đánh chiếm Vinitsa ngày 20 tháng 3, vượt sông Nam Bug, cắt đứt tuyến đường sắt Proskurov - Odessa tại Zhmerinka. Tướng Hans-Valentin Hube điều 2 sư đoàn xe tăng của Quân đoàn xe tăng 3 và Quân đoàn bộ binh dự bị 62 phản kích vào Starokonstantinov nhưng chỉ giữ được 3 ngày. Ngày 23 tháng 3, Quân đoàn bộ binh 101 của Tập đoàn quân 18 đã có mặt ở cửa ngõ Proskurov. Ở cánh Bắc, ngày 1 tháng 3, các Tập đoàn quân 47, 69 và 70 của Phương diện quân Byelorussia 2 mở chiến dịch Kovel. Ngày 3 tháng 3, tập đoàn quân 13 cũng phát động tấn công về hướng Sokal. Các cuộc tấn công này đã giam chân chủ lực Tập đoàn quân xe tăng 4 (Đức) tại khu vực này, khiến cho họ không thể ứng cứu kịp thời cho Tập đoàn quân xe tăng 1 đang bị nửa hợp vây tại phía Bắc Kamenets - Podolsky.
Ở phía Nam, ngày 5 tháng 3, Phương diện quân Ukraina 2 cũng phát động chiến dịch Uman–Botoşani. Cánh Bắc của chiến dịch gồm các tập đoàn quân xe tăng 2, 6 và cận vệ 5, các tập đoàn quân binh chủng hợp thành 27, 40 và cận vệ 4 tấn công song song trên chính diện hơn 150 km, tràn qua Uman, Khristinovka, Gaysin, Ternovka (???) dọc theo con đường sắt Uman - Vapniarka, đánh vào sau lưng các cánh quân xe tăng Đức đang phản kích vào sườn trái các Tập đoàn quân 18 và 38 (Liên Xô). Tướng Hans-Valentin Hube định lập phòng tuyến mới trên sông Nam Bug nhưng gần như ngay lập tức phải từ bỏ ý định đó vì ngày 21 tháng 3, Tập đoàn quân xe tăng 6 (Liên Xô) đã có mặt ở Vapniarka, còn Tập đoàn quân xe tăng 2 (Liên Xô) đã tiến ra tả ngạn sông Dniestr.
Ngày 24 tháng 3, Tập đoàn quân xe tăng 1 (Liên Xô) đánh chiếm thị trấn Chertkov. Còn Quân đoàn xe tăng cận vệ 11 của tập đoàn quân này phát triển qua thượng nguồn sông Dniestr, lần lượt đánh chiếm Tolstoye, Borshev và Zaleshika (???). Ngày 28 tháng 3, Lữ đoàn xe tăng 64 đánh chiếm nhà ga-ngã ba đường sắt Mosa (???), thu giữ 5 đoàn tàu hỏa Đức đang bốc dỡ xe tăng và đạn dược. Ngày 28 tháng 3, Lữ đoàn cơ giới 20 (Liên Xô) đột nhập sân bay Chernovtsy, bắt giữ hàng chục máy bay Đức chưa kịp cất cánh. Ngày 29 tháng 3, Quân đoàn cơ giới cận vệ 11 đã làm chủ thành phố biên giới Chernovtsy.
Ở phía Đông Tập đoàn quân xe tăng 1, Tập đoàn quân xe tăng 4 cũng tiến quân qua Gusyatin, Balin, Orinin và có mặt ở Khotin ngày 31 tháng 3. Tại đây, Lữ đoàn xe tăng 44 của họ đã gặp Tập đoàn quân 40 trên bờ sông Nam Bug. Ở bên trong, Tập đoàn quân xe tăng cận vệ 3 đã giao chiến trực diện với chủ lực Tập đoàn quân xe tăng 1 (Đức) trước cửa ngõ Kamenets Podolsky trên khu vực Dunayvtsy - Lyantskorun (???) - Monovaro. Bên trong vòng vây là 21 sư đoàn Đức thuộc Tập đoàn quân xe tăng 1 và một số sư đoàn thuộc Tập đoàn quân xe tăng 4 và Tập đoàn quân 8, trong đó có 10 sư đoàn xe tăng và cơ giới. Tuy nhiên, khoảng cách giữa vòng vây bên trong và vòng vây bên ngoài của Quân đội Liên Xô khá mỏng, nơi dày nhất chỉ 50 km, nơi hẹp nhất ở Chertkov - Buchach không quá 25 km.
Bộ Tổng tư lệnh tối cao Đức không có ý định bỏ mặc Tập đoàn quân xe tăng 1. Do Tập đoàn quân xe tăng 4 đã chuyển một phần lực lượng thiết giáp đến Tập đoàn quân xe tăng một trong chiến dịch giải thoát không thành cho Cụm quân Đức tại Korsun-Shevchenkovsky trước đó nên nếu để mất tập đoàn quân đột kích rất mạnh này, tuyến phòng ngự trên biên giới Ba Lan, Tiệp Khắc và Hungary của quân đội Đức Quốc xã sẽ không còn một tập đoàn quân nào có khả năng ngăn chặn các Tập đoàn quân xe tăng Liên Xô tiến ra biên giới nước Đức. Ngày 9 tháng 4, các quân đoàn xe tăng 48 và 57 được điều đến khu vực Drogobych. Quân đoàn xe tăng 2 SS được điều từ Pháp ngược trở lại mặt trận phía Đông, được trang bị xe tăng mới ở Đức trước khi đổ quân tại Lvov. Tập đoàn quân Hungary 1 có 4 sư đoàn bộ binh và 1 sư đoàn cơ giới cũng được tập kết tại Stanislav (Stanislavka). Tất cả đều nhằm giải vây cho Tập đoàn quân xe tăng một trong cái túi Kamenets-Podolsky.. Đối với tướng Hans-Valentin Hube, tình hình trở nên cấp bách vì dự trữ của quân Đức với quân số hơn 200.000 người trong vòng vây chỉ đủ dùng cho 2 tuần. Không quân Đức cũng không thể sử dụng được sân bay Kamenets-Podolsky để tiếp tế vì nó đã nằm trong tầm bắn của pháo binh Liên Xô.
Quân đội Liên Xô sau một tháng tấn công liên tục cũng bị kiệt sức. Ngày 1 tháng 4, Tập đoàn quân xe tăng cận vệ 3 chỉ còn lại hơn 80 xe tăng đã bị rút khỏi chiến trường về lực lượng dự bị để củng cố lại binh lực. Gánh nặng chiến dịch đặt lên vai Tập đoàn quân xe tăng 1 và Tập đoàn quân xe tăng 4 với non nửa số xe tăng còn lại. Trong khi đó, các tập đoàn quân xe tăng 4, 6 và cận vệ 5 vẫn tiếp tục lao đến biên giới Romania với ý đồ khóa chặt tuyến Zaleschiki (???) - Chernovtsy - Kolomya để cắt đường rút lui của Tập đoàn quân xe tăng 1 (Đức) qua ngả này. Ngay cả Bộ Tổng tư lệnh quân đội Liên Xô đã hoàn toàn sai lầm khi phán đoán hướng rút quân của Tập đoàn quân xe tăng 1 (Đức). Trong khi họ có các tin tức tình báo nói rằng tập đoàn quân này sẽ phá vây về hướng Tây Nam qua ngả Romania thì trên thực tế, tướng Hans-Valentin Hube lại chọn hướng Tây, qua Buchach và Podgaitsy, nơi có các lực lượng xe tăng mạnh mới được tăng cường của quân đội Đức đóng giữ.
Ngày 9 tháng 4, Sư đoàn xe tăng 10, sư đoàn xe tăng 5 SS "Khonstaufen" và sư đoàn SS "Leibstandarte" cùng các sư đoàn bộ binh 100 và 361 thuộc Quân đoàn xe tăng 3 (Đức) mở cuộc tấn công từ Kamenets Podolsky vào Balin và phát triển đến Chertkov. Chủ lực Tập đoàn quân xe tăng 1 (Liên Xô) đang sửa soạn cuộc tấn công cuối cùng vào Kamenets Podolsky đã phải vội vã quay ra yểm hộ cho Tập đoàn quân cận vệ 1 nhưng không kịp. Ngày 10 tháng 4, Tập đoàn quân cận vệ 1 bị đánh bật khỏi Chertkov về phía Bắc. Quân đoàn kỵ binh cận vệ 18 của nó cũng phải bỏ dở cuộc đột kích vào Marympol (???) và bị đẩy lùi về Zeleshika (???). Ở phía Bắc, Tập đoàn quân 60 khi triển khai tấn công Podgaitsy cũng bị phản đột kích vào sườn phải và buộc phải rút lui khỏi Tarnopol. Theo sau Quân đoàn xe tăng 3 (Đức), lực lượng còn sống sót của các quân đoàn xe tăng 24 và 46 và Quân đoàn bộ binh 59 (Đức) cũng đột phá về phía Tây và chỉ mang theo xe tải, xe con, súng cối và vũ khí nhẹ, bỏ lại tất cả xe tăng, xe bọc thép, pháo, xe kéo và các trang bị nặng khác. Thay vì bao vây quân Đức, các Tập đoàn quân xe tăng 1 và 4 (Liên Xô) phải chuyển sang chiến thuật truy kích. Những đơn vị Đức rớt lại sau đều bị tiêu diệt hoặc bị bắt làm tù binh. Quân đội Liên Xô thu được rất nhiều chiến lợi phẩm mà quân Đức bỏ lại trong khu vực Kamenets - Podolsky.
Vào ngày 30 tháng 3, lực lượng của Hube đã thành công khi chạy khỏi vòng vây, nguyên nhân là do tình báo Liên Xô không nhận thấy sự hiện diện của Quân đoàn xe tăng 2 SS và tướng Hube đã đột kích phá vây sang phía Tây thay vì phía Nam như các tướng lĩnh Liên Xô dự kiến. Đến ngày 10 tháng 4 quân của Hube đã hội quân với Tập đoàn quân xe tăng 4. Bất chấp thành công nhỏ này, Hitler đã chỉ trích nặng nề các tướng lĩnh dưới quyền về sự thành công nói chung về chiến lược của Quân đội Xô Viết. Ngay sau đó, ông ta cách chức Erich von Mainstein cùng với Paul Ludwig Ewald von Kleist, tư lệnh của Cụm Tập đoàn quân Nam và Cụm Tập đoàn quân A và cử các tướng Walter Model và Ferdinand Schörner thay thế. Hitler ra lệnh chia Cụm Tập đoàn quân Nam thành hai cụm: Cụm Tập đoàn quân Bắc Ukraina và Cụm Tập đoàn quân Nam Ukraina, trong đó các sư đoàn xe tăng đều tập trung tại cụm Bắc Ukraina. Điều này cho thấy Hitler chưa từ bỏ ý định chiếm lại Ukraina khi điều kiện cho phép.
Theo các tài liệu của Phòng thông tin Liên Xô (Sovinform) thì số quân Đức và Romania tử trận trong giai đoạn từ ngày 4 đến ngày 31 tháng 3 năm 1944 là 183.310 người, số quân Đức bị bắt là 24.950 người; ngoài ra Quân đội Đức Quốc xã còn thiệt hại 2.187 xe thiết giáp các loại và 53.987 ôtô. Dù không được coi là thành công mỹ mãn nhưng chiến dịch bao vây Kamenets - Podolsky cũng được coi là một chiến dịch có hiệu quả cao của Quân đội Liên Xô. Mặc dù thoát vây nhưng chỉ riêng Tập đoàn quân xe tăng 1 của tướng Hube cũng đã để mất gần 400 xe tăng, hơn 40 pháo tự hành và gần 300 khẩu pháo. 21 sư đoàn Đức đều không có sư đoàn nào thoát vây nguyên vẹn, hầu hết các sư đoàn đều mất đến hơn 50% quân số, riêng Sư đoàn cơ giới 20 và Sư đoàn bộ binh 371 bị xóa sổ. Một số sư đoàn bộ binh chỉ còn lại bộ chỉ huy sư đoàn và các cơ quan tham mưu.

#### Chiến dịch tấn công Uman–Botoşani

Bản đồ mô tả sơ lược Chiến dịch Uman–Botoşani

Ngày 5 tháng 3, chỉ một ngày sau khi Chiến dịch tấn công Proskurov–Chernovtsy mở màn, Phương diện quân Ukraina 2 do đại tướng I. S. Konev cũng đồng loạt tấn công. Tham gia chiến dịch có các tập đoàn quân xe tăng 2, 6 và cận vệ 5. Trong đó, tập đoàn quân xe tăng 2 do trung tướng I. S. Bogdanov chỉ huy mới được điều động từ lực lượng dự bị chiến lược của Đại bản doanh Liên Xô. Các tập đoàn quân binh chủng hợp thành 27, 52, 53 và cận vệ 4 sau khi hoàn thành chiến dịch Korsun-Shevchenlovsky cũng có mặt trong đội hình tấn công. Đối đầu với họ là 19 sư đoàn Đức thuộc cánh Nam của Tập đoàn quân xe tăng 1, Tập đoàn quân 8 và cánh Bắc của Tập đoàn quân 6 (Đức). Trong đó có 4 sư đoàn xe tăng, 3 trung đoàn xe tăng độc lập, 1 sư đoàn cơ giới. Ngoài ra, còn có 3 sư đoàn thuộc các Tập đoàn quân Romania 3 và 4. Trên tuyến đầu, tướng Otto Wöhler bố trí các sư đoàn xe tăng 11, 14 và trung đoàn xe tăng độc lập 50 được lấy từ lực lượng dự bị chiến lược gồm toàn bộ là xe tăng hạng nặng. Tại mặt trận này, Quân đội Liên Xô có 630.000 quân, 8.800 pháo và súng cối, 670 xe tăng, 551 máy bay. Quân đội Đức quốc xã có khoảng 400.000 quân, 3.540 pháo và súng cối, 450 xe tăng, khoảng 500 máy bay.
Sau một tuần tấn công, ngày 11 tháng 3, Tập đoàn quân xe tăng 2 đánh chiếm Uman, đánh tan 2 sư đoàn xe tăng Đức tại đây. Tập đoàn quân xe tăng 6 đánh chiếm đấu mối đường sắt Khristinovka, Tập đoàn quân xe tăng cận vệ 5 chiếm Ternovka và tiến nhanh về sông Nam Bug. Ngày 15 tháng 3, Tập đoàn quân xe tăng 6 vượt sông Nam Bug ở Ladyzhin và đến ngày 20 tháng 3 đã có mặt ở vùng phụ cận Mogilev-Podolsk. Trên cánh trái, các Tập đoàn quân cận vệ 5 và 7 sau khi vượt quân Novoukrainka và Pomoshnaya đã đánh chiếm Pervomaisk ngày 12 tháng 3. Quân Đức cố chống cự trên sông Nam Bug nhưng chỉ một tuần sau, các lực lượng tiền tiêu của hai tập đoàn quân này đã có mặt trước cửa ngõ Kotovsk.
Ngày 16 tháng 3, các quân đoàn xe tăng 18 và 29 (Tập đoàn quân xe tăng cận vệ 5) vượt sông Nam Bug tại Gaivoron. Ngày 20 tháng 3, xe tăng của Quân đoàn 18 đã vào Kodyma, cắt đứt con đường sắt chiến lược chạy dọc biên giới Ukraina từ Chernovtsy đi Odesssa. Sau khi vượt qua tuyến đường sắt Chernovtsy - Odesssa, mũi tấn công của Tập đoàn quân xe tăng 2 cũng đã chạm đến sống Dniestr ở khu vực Yampol - Soroky. Đòn đột kích này đã cắt đứt đường liên lạc của Tập đoàn quân xe tăng 1 (Đức) với phía Nam và thực chất là bổ đôi mặt trận của Cụm tập đoàn quân Nam (Đức), chia cắt hai cánh quân Nam và Bắc của cụm quân này. Nhận thấy các Tập đoàn quân xe tăng tiến quá nhanh và có nguy cơ bị hở sườn, tướng I. S. Konev lệnh cho Tập đoàn quân cận vệ 5 phải bứt lên phía trước, trong khi đó, Tập đoàn quân cận vệ 7 phải tiến chậm hơn để chờ các Tập đoàn quân cánh phải của Phương diện quân Ukraina 3 theo kịp, cố gắng khép chặt hai bên sườn của hai Phương diện quân.
Nhưng quân đội Đức Quốc xã đã hoàn toàn không còn có thể nghĩ đến chuyện phản công ở Nam Ukraina trong khi đang bận cứu vãn cho số phận của Tập đoàn quân xe tăng 1 (Đức) tại cái túi Kamenets-Podolsky. Tướng Otto Wöhler đã bị lấy đi những sư đoàn xe tăng cuối cùng còn lại để ném lên phía Bắc. Do đó phòng tuyến sông Dniestr của Quân đội Đức Quốc xã cũng nhanh chóng tan vỡ. Ngày 26 tháng 3, Tập đoàn quân xe tăng 2 vượt qua Bălţi, đánh chiếm Botoshani và tiếp cận ngoại vi phía Bắc thành phố Yatsy (Iasi) (Romania). Cùng ngày, Tập đoàn quân 40 đã vượt biên giới, qua sông Prut ở Livkany (Lipcani), nhanh chóng cắt đứt con đường sắt Chernovtsy - Bucarest ở Suchava (Suceava). Tập đoàn quân 27 cũng đã tiến quân trên đất Romania và có cuộc chạm súng đầu tiên ở ngoài lãnh thổ Liên Xô tại Paskani trên sông Seret với các đơn vị tiền tiêu của Tập đoàn quân 4 Romania tại phía Nam. Ngày 26 tháng 3 năm 1944. Moskva bắn pháo hoa cấp 1 chào mừng các tập đoàn quân của Phương diện quân Ukraina 2 là những đơn vị đầu tiên đã tiến ra khôi phục đường biên giới quốc gia Liên Xô năm 1941.

#### Chiến dịch tấn công Bereznegovatoye-Snigirevka

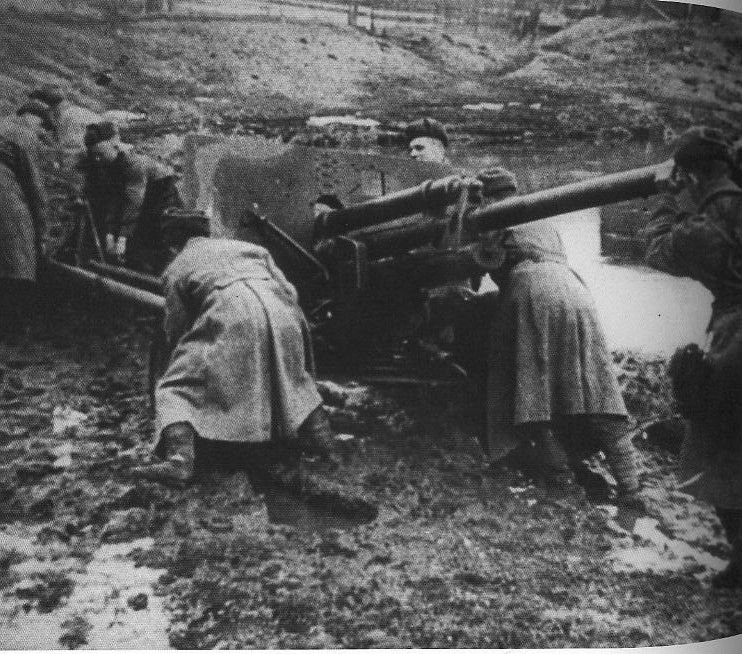
Binh sĩ Liên Xô kéo pháo bằng tay trong bùn lầy tại Chiến dịch Bereznegovatoye-Snigirevka

Ngày 6 tháng 3, Phương diện quân Ukraina 3 của R. Ya. Malinovsky bắt đầu mở màn chiến dịch Bereznegovatoye-Snigirevka, trong khi Phương diện quân Ukraina 4 của F. I. Tolbukhin bắt đầu chuẩn bị cho Chiến dịch Krym. Hai Phương diện quân này tiến chậm hơn trong khi Phương diện quân Ukraina 2 của I. S. Konev đã tiến đến bờ sông Dniestr nhằm cắt đứt đường lui của Tập đoàn quân xe tăng 1 về phía Tây Nam. Tập đoàn quân xe tăng 1, lúc này do Hans Hube chỉ huy, đã bị bao vây vào ngày 8 tháng 3. Erich von Manstein vội bay về Tổng hành dinh của Hitler để xin hủy bỏ lệnh "tử thủ" đối với số quân bị bao vây. Lần này Manstein đã thành công và ông nhận được Quân đoàn xe tăng 2 SS, đơn vị tăng viện đầu tiên được chuyển từ Mặt trận phía Tây sang Mặt trận Xô-Đức kể từ chỉ thị số 51 của Hitler, nhưng quân đoàn này lại được sử dụng để giải vây cho cụm quân Đức Kamenest Podolsky. Ở phía Nam, Tập đoàn quân 6 (Đức) vẫn không nhận được một đơn vị xe tăng nào đáng kể.
Nhằm đẩy nhanh tốc độ tấn công, tướng R. Ya. Malinovsky đưa Quân đoàn xe tăng 23 và Quân đoàn cơ giới cận vệ 4 từ lực lượng dự bị vào chiến đấu. Từ ngày 10 đến ngày 12 tháng 3, tận dụng những ngày đẹp trời hiếm hoi, các tập đoàn quân không quân 8 và 17 đã ném bom phá hủy hầu hết các cây cầu trên sông Ingults. Quân đoàn xe tăng 23 mở đường cho Tập đoàn quân cận vệ 8 đột kích từ Shirokoye vòng xuống phía Nam, đánh vào phía sau lưng cánh quân Đức-Romania đang cố trụ lại trên bờ Tây sông Ingults. Cụm kỵ binh cơ giới của Quân đoàn cơ giới cận vệ 4 đánh chiếm cứ điểm Novyi Bug, sau đó vòng xuống phía Nam, tiến dọc sông Ingults, tạo thành một vòng vây thứ hai.
Ngày 18 tháng 3, các tướng Ernst-Eberhard Hell và Hans Kreysing cố gắng kéo quân chạy dọc theo bờ phải sông Dniepr về Nikolayev, Kherson và buộc phải bỏ lại tất cả xe tăng, xe cơ giới và pháo binh. Tuy nhiên, Tập đoàn quân xung kích 5 và Tập đoàn quân 28 (Liên Xô) đã đuổi theo sát gót quân Đức, đánh chiếm Kherson và tràn đến Nikolayev từ phía Nam, chặn đường rút ra biển của Tập đoàn quân 6 (Đức).
Đến lượt 4 sư đoàn Đức và 4 sư đoàn Romania bị lọt vào vòng vây tại phía Tây Snigiryevka, trên hai bờ hạ lưu sông Ingults. Chỉ bằng cách chia nhỏ các đơn vị thành từng toán, một số trung đoàn của các quân đoàn bộ binh 7 và 17 (Đức) mới có thể thoát khỏi vòng vây của Quân đội Liên Xô còn đang bị hở ở nhiều đoạn và chạy thoát về Odessa. Đường đến Odessa đã mở rộng với các Phương diện quân Ukraina 3 (Liên Xô). Sau chiến dịch này, Phương diện quân Ukraina 4 được lệnh tập trung binh lực phối hợp với Tập đoàn quân độc lập Duyên Hải tấn công giải phóng Krym.
Theo các tài liệu Liên Xô, từ ngày 6 đến ngày 16 tháng 3 phát xít Đức mất 275 xe tăng, tử trận 36.800 người và bị bắt 13.859 người. Nguyên soái A.M.Vasilevsky đưa ra con số khiêm tốn hơn: khoảng 25.000 lính Đức và Romania chết trận, 7.500 người khác bị bắt làm tù binh.

#### Chiến dịch tấn công Kovel
Cuối tháng 2 năm 1944, Đại bản doanh Quân đội Liên Xô quyết định chia Phương diện quân Byelorussia làm đôi. Đại tướng K. K. Rokossovaky chỉ huy Phương diện quân Byelorussia 1 tập trung vào hướng Mozyr - Gomel - Bobruysk. Phương diện quân Byelorussia 2 (thành lập lần thứ nhất ngày 24 tháng 2) do thượng tướng P. A. Kurochkin chỉ huy, tham mưu trưởng: trung tướng V. Ya. Kolpakchi, ủy viên hội đồng quân sự: trung tướng F. E. Bokov; gồm 3 tập đoàn quân cánh trái của Phương diện quân Byelorussia (47, 61, 70), được phối thuộc tập đoàn quân 69 (từ lực lượng dự bị), Tập đoàn quân không quân 6 (tách ra từ Tập đoàn quân không quân 16) và Giang đội Dniepr. Phương diện quân có nhiệm vụ tấn công dọc theo bờ phía Nam đầm lầy Polesia nhằm hướng Kovel - Brest - Lyublin, tiếp cận biên giới Liên Xô-Ba Lan (1940), yểm hộ sườn phải của Phương diện quân Ukraina 1 khi đó đang xúc tiến chuẩn bị chiến dịch tấn công Proskurov–Chernovtsy. Ngày 4 tháng 3, các nhiệm vụ trên được chính thức trao cho Bộ tư lệnh phương diện quân bằng Chỉ lệnh số 4480014 của Đại bản doanh.
Phương diện quân chỉ có nửa đầu tháng 3 để chuẩn bị chiến dịch. Các mệnh lệnh, chỉ thị được phổ biến từ Bộ tư lệnh Phương diện quân đến các Tập đoàn quân còn có đến 10-12 ngày để chuẩn bị, nhưng khi xuống đến các sư đoàn thì họ chỉ còn từ 3-5 ngày để sửa soạn mọi thứ. Việc chuẩn bị chiến dịch rất gấp gáp cùng với thời tiết mùa xuân lầy lội ở khu vực cũng vốn là đầm lầy đã làm cho tướng V. Ya. Kolpakchi không tập hợp đủ binh lực. Trong tổng số 25 sư đoàn được biên chế cho Phương diện quân chỉ có 13 sư đoàn có mặt tại tuyến tấn công trong tình trạng sẵn sàng chiến đấu. Các đơn vị khác, đặc biệt là kỹ thuật hậu cần còn tụt lại sau tại Korosten, Ovruch, Olevsk.
Ngày 15 tháng 3, từ Sedlisye (Sedlishche) và Toboly, Tập đoàn quân 70 của trung tướng I. F. Nikolayev nhanh chóng vượt qua sông Stokhod tấn công Kemen-Kashirsky, Ngày hôm sau, Tập đoàn quân 61 của trung tướng P. A. Belov với sự hỗ trợ của Giang đội Dniepr tiến dọc theo phía Nam đầm lầy Polesia, rải quân từ Stolin đến Lyubeshov để che chắn bên sườn cho Tập đoàn quân 70, ngăn chặn các cụm quân Hale và Agrikol của Cụm tập đoàn quân Trung tâm (Đức) đột kích từ phía Bắc. Ngày 17 tháng 3, từ Borovno và Stobykhva, Quân đoàn bộ binh NKVD được tăng cường lữ đoàn cơ giới 672 (được tổ chức từ học viên trường cơ giới 672 của NKVD) tấn công về phía Bắc Kovel. Tập đoàn quân 47 của tướng V. S. Polenov cũng vượt sông Stokhod ở Navuz (???), hướng đòn tấn công về Turopin và Turisk, phía Nam Kovel.
Ngày 20 tháng 3, Tập đoàn quân 70 tiến quân sâu đến 40 km, đánh chiếm Kemen-Kashirsky và hai ngày sau đã tiến thêm 20 km nữa vượt sông Turya và có mặt trên bờ phải sông Pripyat và dừng lại trước thị trấn Radno (Ratne) bên kia sông. Ở phía Nam, Tập đoàn quân 47 cũng tiến sâu đến 60 km, đánh chiếm các nhà ga Turopin và Turisk, cắt đứt đường sắt Kovel - Lvov và bắt đầu dồn quân Đức về Kovel. Ngày 21 tháng 3, Quân đoàn NKVD và Lữ đoàn cơ giới 672 đã đột phá qua Bolshaya Obzyr (Velykyi Obzyr) và có mặt ở ngoại vi phía Đông Kovel. Tập đoàn quân không quân 6 đã huy động tất cả các máy bay Yak-9, IL-2, Pe-2 và cả máy bay cổ Po-2 yểm hộ cuộc tấn công trên mặt đất. Ngày 25 tháng 3, cụm quân Đức tại Kovel bị bao vây từ ba phía.
Thấy được tình hình nguy ngập tại Kovel có thể đe dọa phá vỡ cánh trái của Tập đoàn quân xe tăng 4, tướng Walter Weiß, tư lệnh Tập đoàn quân 2 (Đức) lập tức có phản ứng. Sư đoàn xe tăng SS "Wiking" và Sư đoàn cơ giới 7 do tướng Erhard Raus "cho mượn" được rút khỏi Radekhov, Brody và được điều lên phía Tây Kovel. Sư đoàn cảnh binh SS 213 và sư đoàn bộ binh 131 được tăng cường cụm quân Bille SS tổ chức phòng ngự vòng tròn quanh Kovel. Cụm quân Hauffe được tăng cường Sư đoàn xe tăng 8 từ Vladimir Volynsky đột kích lên phái Bắc, đánh vào mỏm đất nhô về phía Tây Turopin - Turisk, vào sau lưng Tập đoàn quân 47. Ở phía Bắc Kovel, Sư đoàn bộ binh 211 (Đức) và Sư đoàn bộ binh 19 (Hungary) được lệnh phản kích, ép Tập đoàn quân 70 ngược trở lại sông Turya. Các trung đoàn pháo binh 190, 270, 904, các trung đoàn pháo tự hành 1005 và 1007 (Đức) cũng được điều đến khu vực Kovel để yểm hộ cho cuộc phản công.
Từ ngày 28 tháng 3, bộ binh và xe tăng Đức mở nhiều đợt tập kích mạnh vào Tập đoàn quân 47 (Liên Xô). Dựa vào chướng ngại thiên nhiên là khúc cong của sông Turya tại Turopin và Turisk, Tập đoàn quân 47 đã trụ lại được. Ngày 1 tháng 4, Tập đoàn quân 70 được tăng cường Quân đoàn bộ binh cận vệ 9 vẫn duy trì vòng vây quanh phía Bắc và phía Đông Kovel. Ngày 4 tháng 4, Quân đoàn bộ binh cận vệ 9 tiếp tục áp sát Kovel, cắt đứt tuyến đường sắt Brest - Kovel ở phía Bắc thành phố. Các nỗ lực đột phá của Sư đoàn xe tăng SS "Wiking" và Sư đoàn xe tăng 7 (Đức) cũng chỉ đủ để ngăn chặn các tập đoàn quân Liên Xô khép vòng vây ở phía Tây Kovel. Ngày 5 tháng 4, Quân đội Liên Xô ngừng công kích; quân Đức cũng kiệt sức, không thể tiếp tục phản công. Kovel vẫn bị các đơn vị Liên Xô bao vây từ ba phía và chỉ có thể liên lạc với bên ngoài bằng các tuyến đường sắt và đường bộ đi Kholm ở phía Tây.
Sau chiến dịch, Phương diện quân Byelorussia 2 (lần 1) bị giải thể. Các đơn vị của nó được chuyển giao cho Phương diện quân Byelorussia 1. 20 ngày sau, Phương diện quân này lại được tái lập và được bố trí ở giữa các Phương diện quân Byelorussia 1 và 3 tại Krychev, phía Đông Mogilev.

#### Chiến dịch tấn công Odessa
Ngày 19 tháng 3, Nguyên soái A. M. Vasilevsky và đại tướng R. Ya. Malinovsky gửi kế hoạch tấn công Odessa về Đại bản doanh kèm theo đề nghị bổ sung xe tăng, xe kéo pháo và máy bay tiêm kích. Đại bản doanh Liên Xô đồng ý tăng cường cho Quân đoàn xe tăng 23 một cụm mô tô cơ giới, có thể hoạt động tốt trên các địa hình lầy lội. 300 xe tăng cũng được điều động bổ sung cho Quân đoàn xe tăng 23, Cụm kỵ binh cơ giới của tướng Plyev, Tập đoàn quân xung kích 5 và Tập đoàn quân cận vệ 8. Tuy nhiên, những phương tiện đó không thể đến ngay cùng một lúc do các đường giao thông bị lầy lội nghiêm trọng. Chỉ một tuần sau, Phương diện quân Ukraina 3 mới tập trung đủ lực lượng để tấn công.
Mở đầu chiến dịch giải phóng Odessa chưa phải là các hoạt động trên bộ mà là trận đột kích của Hải quân đánh bộ Liên Xô. Phối hợp với Phương diện quân Ukraina 3 theo kế hoạch cũ, đêm 26 tháng 3, Hạm đội Biển Đen đã điều động tiểu đoàn hải quân đánh bộ 384, sử dụng 7 tàu vận tải nhẹ (loại pha sông biển) do ngư dân A. N. Andreyev cùng 54 người tình nguyện khác điều khiển mở cuộc đổ bộ vào Odessa. Xuất phát từ Nikolayev, họ đột nhập vào vịnh Odessa (phía Bắc thành phố) và đổ bộ lên bờ vịnh. Tưởng rằng chủ lực quân đội Liên Xô tấn công từ phía biển, tướng Ernst-Eberhard Hell điều đến khu vực chiến sự một sư đoàn bộ binh. Ngày 27 và 28 tháng 3, đã diễn ra trận đánh khốc liệt giữa sư đoàn bộ binh 153 (Đức) và tiểu đoàn hải quân đánh bộ 55 (Liên Xô). Tiểu đoàn cố trụ lại chờ chủ lực của Tập đoàn quân 28 kéo đến nhưng đến đêm 28 tháng 3, trong tay họ không còn đạn dược dự trữ, quân số vơi dần chỉ còn non một đại đội. 55 ngư dân tình nguyện cũng lần lượt ngã xuống. Những người còn lại sử dụng những chiếc xuồng chưa bị đánh chìm rút ra biển và thoát về Nikolayev.
Ngày 25 tháng 3, các tập đoàn quân Liên Xô bắt đầu trinh sát chiến đấu và thiết lập các đầu cầu vượt sông Nam Bug. Ngày 26 tháng 3, từ Konstantinovka và Voznesensk, Quân đoàn xe tăng 23 và Cụm kị binh cơ giới Plyev vượt sông, mở đường cho Tập đoàn quân 57 và tập đoàn quân 37 đột phá sang phía Tây. Từ Novaya (???), Tập đoàn quân cận vệ 8 và Tập đoàn quân 46 vượt sông Nam Bug đánh chiếm nhà ga Berezovka, cắt đứt đường sắt Odessa - Pervomaisk và đổi hướng về phía Nam, dồn quân Đức vào khu đầm lầy giữa cửa sông Dniestr và các vịnh lầy phía Đông Odessa. Từ phía Đông Nikolayev, các tập đoàn quân 6 và xung kích 5 tấn công Nikolayev và thực hiện các đòn đánh chia cắt qua các vịnh lầy, Tập đoàn quân 28 đánh chiếm Ochakov, tiến dọc bờ biển về Odessa. Ngày 27 tháng 3, Tập đoàn quân xung kích 5 chiếm Nikolayev.
Ngày 28 tháng 3, Quân đoàn xe tăng 23 và cụm kỵ binh cơ giới đã tiến xa sang phía Tây, tiếp cận sông Dniestr và bắt đầu vòng xuống phía Nam, cắt đứt tuyến đường sắt Odessa - Kishinev ở Rozdilna. Ngày 31 tháng 3, Quân đoàn bộ binh 44 (Đức) mở cuộc phản kích vào Quân đoàn cơ giới cận vệ 4 (Liên Xô) ở thung lũng Kutsugan, gây thiệt hại nặng cho quân đoàn này, giết chết tướng T. I. Tanastsisin, tư lệnh quân đoàn. Ngày 2 tháng 4, Tập đoàn quân cận vệ số 8 của Vasili Chuikov và Tập đoàn quân số 46 mở đợt tấn công trong trận bão tuyết. Đến ngày 6 tháng 4, Quân đội Liên Xô đã đẩy quân Đức lùi xa sông Dniestr về phía Tây và cô lập Odessa. Dù cố gắng đột phá vào Kutsugan nhưng quân Đức cũng không đến được biên giới Romania trên hướng này. Ngày 8 tháng 4, Quân đoàn xe tăng 23 đánh chiếm Tiraspol chặn đứng con đường rút lui cuối cùng của quân Đức ở Odessa bằng đường sắt. Cụm kỵ binh cơ giới Plyev cũng đánh chiếm thị trấn Belayevka gần cửa sông Dniestr. Ngày 9 tháng 4, những đơn vị quân Đức và Romania còn lại ở Odessa bắt đầu kéo xuống tàu vận tải chạy trốn sang Romania. Những chiếc phà qua vịnh Ovidyopol sang Akkeman (Romania) chật cứng quân Đức, Romania và các loại xe con, xe ngựa. Cùng ngày, Tập đoàn quân xung kích 5 (Liên Xô) đột nhập và Odessa. Ngày 10 tháng 4, Odessa hoàn toàn nằm trong tay Quân đội Liên Xô. Số quân Đức còn tại Odessa hạ vũ khí đầu hàng. Ngày 14 tháng 4, các tập đoàn quân 28, 37, 46, 57 và Tập đoàn quân xung kích 5 đã có mặt trận tả ngạn sông Dniestr từ Tiraspol đến Ovidyopol, đối diện với Tập đoàn quân 3 Romania bên kia sông. Tập đoàn quân cận vệ được rút khỏi biên chế Phương diện quân Ukraina 3 và điều về Phương diện quân Byelorussia 1.
Theo các tài liệu Liên Xô thì tính từ ngày 25 tháng 3 đến 12 tháng 4 quân phát xít Đức và Romania đã tử trận 26.800 người, quân Đức bị bắt 10.680 người và mất 443 xe tăng.

## Kết quả, đánh giá và ảnh hưởng

### Kết quả
Đây là một trong các chiến dịch thuộc vào hàng lớn nhất trong cuộc Chiến tranh vệ quốc vĩ đại của Liên Xô (cũ) cũng như trong Chiến tranh thế giới thứ hai về quy mô quân số, vũ khí, phương tiện, trang bị hậu cần kỹ thuật được huy động, về không gian chiến trường cũng như tốc độ tấn công. Trong 4 tháng, Quân đội Liên Xô đã tiến về phía Tây từ 200 km trên hướng Odessa đến 500 km trên hướng Kiev - Chernovtsy. Tốc độ tấn công trung bình của các phương diện quân nơi thấp nhất khoảng 3,5 km/ngày đêm, nơi cao nhất khoảng 15 km/ngày đêm (không kể những ngày tạm dừng) trong điều kiện đối phương kháng cự quyết liệt và mùa xuân tan băng sớm hơn thường lệ ở Ukraina. Trong khi đó, với điều kiện mùa hè 1941 và với lợi thế tấn công bất ngờ, Quân đội Đức Quốc xã cũng phải mất đến hơn 3 tháng để vượt qua Kiev.
Thiệt hại của các bên tham chiến cũng thuộc vào hàng những chiến dịch có nhiều thương vong nhất trong Chiến tranh thế giới thứ hai với trên dưới 50% quân số mỗi bên bị loại khỏi vòng chiến đấu, hàng nghìn xe tăng, hàng chục nghìn pháo, súng cối và hàng nghìn máy bay bị phá hủy, bị bắn rơi. Những thiệt hại vật chất trên bộ to lớn như vậy chỉ có ở chiến trường Xô-Đức. Đối với quân đội Liên Xô thì nền công nghiệp quân sự của họ hoàn toàn có thể khắc phục được những thiệt hại đó một cách nhanh chóng. Trong chiến dịch, đã có 750 xe tăng được bổ sung cho các phương diện quân Ukraina 1, 2 và 360 xe tăng được bổ sung cho các phương diện quân Ukraina 3, 4.
Quân đội Đức Quốc xã cũng bổ sung binh lực của mình nhưng chỉ phần nửa số tài sản quân sự đó được xuất xưởng tại các nhà máy, số còn lại được chuyển đến từ Pháp, Hà Lan, Balkan, Trung Âu và từ Cụm tập đoàn quân Bắc đến. Nhờ vậy đến cuối chiến dịch, Quân đội Đức quốc xã đã đạt được cân bằng về xe tăng tại mặt trận Ukraina. Tiềm lực quân sự của nước Đức Quốc xã đã bị tiêu hao rất lớn trong chiến dịch này không chỉ ở số lượng tài sản quân sự bị phá hủy mà một loạt các nhà máy công nghiệp ở Ukraina còn lại trong tay quân Đức cũng bị Quân đội Liên Xô chiếm lại, đặc biệt là khu công nghiệp Krivoy Rog - Nikolayev. Tướng Kurt von Tippelskirch phải thừa nhận:
| “                        | Vào mùa xuân năm 1944, các tập đoàn quân Đức đã suy yếu đáng kể. Năm trên sáu sư đoàn xe tăng dự trữ đã được điều động cho Cụm Tập đoàn quân Bắc Ukraina. Bốn sư đoàn bộ binh dự bị cũng được điều động cho Cụm tập đoàn quân Nam Ukraina. Tại nước Đức, tình hình chung đã xấu đi rất nhiều và cuối cùng, dẫn đến sự tan vỡ về niềm tin vào một chiến thắng của nước Đức. Nếu như năm 1943, nước Đức còn có một lượng dự trữ khá mạnh để đối phó với những tình huống như vậy thì giờ đây, quân đội Đức đang rút lui ở khắp nơi, cũng không thể phối hợp các đơn vị để tổ chức các cuộc phản công lớn. | ” |
| — Kurt von Tippelskirch, | |   |

Kết thúc chiến dịch, Quân đội Liên Xô đã giải phóng các tỉnh Vinnitskaya, Volynskaya, Zhitomirskaya, Kievskaya, Kirovogradskaya, Rovnenskaya, Khmelnytskaya, một phần tỉnh Poltavskaya và một phần lãnh thổ của Cộng hòa Xã hội chủ nghĩa Xô Viết Moldavia có tổng diện tích lên đến 204 nghìn ki lô mét vuông.

### Đánh giá
Chiến trường phía Tây Ukraina mùa xuân năm 1944 cho thấy một hình ảnh ngược lại với mùa hè năm 1941 sau trên dưới 1.000 ngày chiến tranh. Năm 1941, quân đội Đức Quốc xã nắm quyền chủ động tấn công từ Tây sang Đông, người thua trận là Quân đội Liên Xô. Người triển khai các vòng vây là quân đội Đức Quốc xã, nằm trong các vòng vây là quân đội Liên Xô. Bây giờ, năm 1944, bên nắm quyền chủ động tấn công từ Đông sang Tây là Quân đội Liên Xô và người bại trận là Quân đội Đức Quốc xã. Người triển khai các vòng vây là Quân đội Liên Xô, còn người ở trong các vòng vây là Quân đội Đức Quốc xã. Sau gần 3 năm chiến tranh, tình thế và vai trò đã hoàn toàn đảo ngược.

#### Quân đội Liên Xô
Những điểm mạnh
Cuối năm 1943, đầu năm 1944, khi chiếm lại hầu hết lãnh thổ cũng là lúc mà Quân đội Liên Xô đã khắc phục được hầu hết những nhược điểm trước đó của họ. Những nhược điểm ấy đã làm cho họ thất bại nặng nề và phải rút lui liên tục trong các năm 1941, 1942 và chỉ trụ lại được nhờ những lực lượng dự bị to lớn, có khả năng tiến hành các chiến dịch phản công chiến lược. Những nhược điểm ấy cũng làm cho họ không thành công trong "Chiến dịch Bước nhảy vọt" hay những cố gắng đẩy lùi quân Đức khỏi bàn đạp Rzhev - Viazma gần Moskva năm 1943. Trước con mắt của thế giới và chính người Đức, đối thủ của họ, Quân đội Liên Xô năm 1944 đã là một quân đội khác hẳn so với năm 1941.
Trong các trận chiến tại hữu ngạn Ukraina cuói năm 1943 đầu năm 1944, Quân đội Liên Xô đã chấp nhận mạo hiểm để cho một vài địa đoạn trên chính diện phòng ngự của mình yếu đi, thậm chí, gần như bỏ lỏng hẳn hướng thứ yếu. Nhờ đó họ rút bớt binh lực và phương tiện ở các hướng này để tăng cường cho các hướng tấn công chính, tạo nên ưu thế từ 1,5:1 đến 2 lần, thậm chí đến hơn 3 lần so với đối phương. Pháo binh Liên Xô cũng được sử dụng rất tập trung vào các mũi đột kích chủ yếu chứ không phân tán, dàn đều. Các tập đoàn quân Liên Xô khi được giao nhiệm vụ tấn công đều được tăng cường rất mạnh về xe tăng, pháo binh và được quyền trực tiếp yêu cầu không quân của Phương diện quân yểm hộ mà không cần phải thông qua tư lệnh phương diện quân. Trong khi các tập đoàn quân giữ vai trò phòng ngự hoặc tấn công trên hướng thứ yếu thường có ít xe tăng và pháo hơn. Đó chính là điều đã đem lại thành công cho Quân đội Liên Xô trong các chiến dịch mùa đông 1943-1944 ở Ukraina.
Chiến thuật của Quân đội Liên Xô cũng có nhiều điểm khác biệt so với trước đó 2 năm. Khác với quân Đức thường sử dụng xe tăng mở cửa đột phá thì Quân đội Liên Xô thường dùng bộ binh đột phá sau khi được pháo binh chi viện hỏa lực rất mạnh. Các sư đoàn bộ binh của Liên Xô khi đột kích thường lựa chọn một chính diện rất hẹp và tổ chức xung phong liên tục cho đến khi đột phá được lớp phòng ngự vòng ngoài của đối phương. Và ngay sau đó thì các quân đoàn xe tăng được đưa vào cửa mở để phát triển tấn công và nhanh chóng tràn đến các tuyến phòng thủ sâu phía trong trận địa của đối phương. Để chống lại các cuộc đột kích này không hề đơn giản. Đối phương phải tổ chức phòng ngự chặt chẽ, nhiều lớp và phải dành ra vài sư đoàn xe tăng làm lực lượng dự bị và luôn trong tình trạng cơ động mới có thể ngăn được cuộc tấn công và bịt các cửa mở. Các hoạt động trinh sát chiến đấu của Quân đội Liên Xô cũng được tiến hành thường xuyên và kỹ càng hơn. Nhờ vậy, họ nhanh chóng phát hiện ra những "mối nối" lỏng lẻo hiểm yếu trên trận tuyến của đối phương để hướng đòn đột kích vào đó. Trong một số trường hợp, họ có thể dừng ngay cuộc tấn công khi phát hiện ra chủ lực bộ binh và xe tăng đối phương đang "chờ sẵn" ở khu vực dự kiến đột phá và chuyển cuộc tấn công ra hướng khác. Nghệ thuật ngụy trang và việc thường xuyên chuyển quân bí mật vào ban đêm của Quân đội Liên Xô đã làm cho đối phương của họ rất khó đoán định lực lượng xe tăng (chủ lực của các cuộc đột phá) có mặt ở đâu. Và khi đối phương của họ nhận ra điều nay thì thường là đã quá muộn.
Những điểm yếu
Nhược điểm lớn nhất mà Quân đội Liên Xô vấp phải và đã từng vấp phải nhiều lần vẫn là vấn đề cung cấp hậu cần, kỹ thuật. Tuy nền công nghiệp quốc phòng của họ vẫn đều đặn tăng sản lượng nhưng các chuyến hàng, đặc biệt là "hàng nặng" vẫn bị chậm trễ, nhất là trong các cuộc tấn công với tốc độ nhanh như ở Ukraina mùa Đông 1943-1944. Các tuyến đường sắt chậm được khôi phục trong khi ngành công nghiệp Liên Xô chưa sản xuất được các xe tải hạng nặng để chở xe tăng là một trong những nguyên nhân gây nên tình trạng phải trì hoãn một số cuộc tấn công thêm một thời gian, hoặc phải đột phá khi chưa tập trung đủ binh lực. Sự chậm trễ trong việc cung cấp xe tăng cho Phương diện quân Ukraina 4 trước chiến dịch Nikopol-Krivoy Rog chính là nguyên nhân khiến cho các phương diện quân Ukraina 3 và 4 suýt để "sổng" cụm quân Đức - Romania tại khu vực Krivoy Rog.
Một nhược điểm khác của Quân đội Liên Xô trong sử dụng xe tăng là thường kết hợp để chở bộ binh đi cùng trên vỏ xe, rất dễ gây thương vong cho bộ binh khi xe tăng bị tấn công ngay cả bị bắn bằng đạn mảnh phá. Một nhược điểm nữa là các xe tăng Liên Xô, dù khỏe và rẻ vẫn hay được dùng làm sức kéo hỗ trợ cho bộ binh và pháo binh hoặc dùng để chuyên chở nhiều thứ khác khi hành quân. Điều này dẫn đến tuổi thọ của máy móc giảm mạnh, lượng tiêu thụ nhiên liệu tăng lên nhanh chóng và một số hư hỏng kỹ thuật khác phát sinh, ảnh hưởng đến tính năng chiến đấu của xe. Không ít xe tăng Liên Xô đã phải nằm lại trên tiền duyên không phải vì bị bắn hỏng mà vì lý do kỹ thuật.
Một trong các điểm yếu trong thực hành chiến thuật bao vây của Quân đội Liên Xô đầu năm 1944 là đôi khi họ không tính toán đủ lực lượng, dẫn đến sai lầm khi bố trí hướng đột kích chủ yếu của chiến dịch và không lường trước được phản ứng rất mạnh của Quân đội Đức Quốc xã. Rõ rệt nhất là ở Chiến dịch tấn công Proskurov–Chernovtsy, mặc dù có ý đổ lỗi cho tình báo quân sự nhưng G. K. Zhukov cũng phải thừa nhận rằng trong chiến dịch này, ông đã không tính đến sự "xuống sức" nhanh chóng của các tập đoàn quân xe tăng cũng như không bố trí Tập đoàn quân xe tăng 1 đột kích chếch về hướng Đông Nam đến Kamenets-Podolsky (thay vì đột kích vào hướng Nam đến Chernovtsy). Việc thiếu phối hợp giữa Phương diện quân Ukraina 1 và Phương diện quân Ukraina 2 khi cánh phải của phương diện quân này mãi đến ngày 31 tháng 3 mới có mặt tại Khotin cũng là một nguyên nhân khiến cho một bộ phận không nhỏ quân Đức trong vòng vây ở Kamenets - Podonsky được rảnh rỗi ở mặt Nam đã đột kích qua sông Dniestr và chạy thoát sang phía Tây. G. K. Zhukov cũng cho rằng, chắc chắn không chỉ có hàng chục xe tăng Đức với bộ binh đi theo đã thoát ra được như cấp dưới báo cáo khi đó mà là nhiều hơn nữa. Cũng trong tình trạng tương tự, một số đơn vị của các cụm quân Đức bị vây ở Bereznegovatoye-Snigirevka và Odessa vẫn có thể thoát được nhờ vòng vây không chặt của Quân đội Liên Xô.

#### Quân đội Đức Quốc xã
Cuối năm 1943, đầu năm 1944, Quân đội Đức Quốc xã tuy đã bị thiệt hại nặng nhưng vẫn còn là một lực lượng quân sự lớn thứ hai ở châu Âu sau Liên Xô. Vì binh lực bị giảm sút nhiều so với năm 1942 nên việc chọn chiến lược phòng ngự tích cực như đề xuất của Erich von Manstein là hoàn toàn chính xác. Nó cũng không khác mấy so với đề xuất của G. K. Zhukov về phòng thủ tích cực trong kế hoạch tác chiến 1942 của Liên Xô khi đối phương đang chiếm ưu thế cả về binh lực và thế trận. Chủ trương lui quân của Erich von Manstein cũng là một chủ trương đúng vì càng rút sang phía Tây, quân Đức càng thu hẹp được chính diện mặt trận, tăng mật độ binh lực trong phòng ngự lên cao hơn. Mặt khác, việc lui quân cũng làm cho quân Đức tiếp cận gần hơn với các nguồn dự trữ về binh lực, vũ khí, phương tiện từ nước Đức và các nước đồng minh Đông Âu thân Đức. Cũng như ở Bắc Kavkaz năm 1943, quân Đức đã học được các "bài học thoát vây" mà thể hiện rõ nhất là trong Chiến dịch Proskurov–Chernovtsy, họ đã không để lặp lại một Korsun-Shevchenkovsky thứ hai. Nếu như Korsun-Shevchenkovsky được coi là một chiến dịch thành công của Quân đội Liên Xô thì việc phân nửa Tập đoàn quân xe tăng 1 (Đức) "thoát chết" tại Kamenets-Podolsky cũng là một thành công của Quân đội Đức Quốc xã.
Tuy nhiên, rút lui mà vẫn bảo toàn được lực lượng không phải là điều dễ làm. Chính Erich von Manstein cũng thừa nhận "rút lui khó khăn hơn tấn công". Theo ông, "trong tất cả các loại tác chiến thì việc rút lui dưới áp lực nặng nề từ đối phương có lẽ là điều khó khăn và nguy hiểm nhất". Lâu nay người ta thường cho rằng lệnh cấm rút lui của Hitler là do ông ta thiếu hiểu biết về quân sự và bản tính tự ái quá cao của ông ta. Điều này không hoàn toàn đúng. Nếu như các tướng lĩnh như Erich von Manstein, Walter Model, Maximilian de Angelis, Hans-Valentin Hube hay Erhard Raus chỉ là những nhà quân sự thuần túy thì Adolf Hitler còn là một nhà chính trị, người lãnh đạo cao nhất của nhà nước Đức Quốc xã. Vậy cái gì đã đưa Hitler đến chỗ kiên trì cấm rút quân gần như trong suốt thời gian của chiến dịch?
Như mọi cuộc chiến tranh, đặc biệt là chiến tranh tổng lực, mỗi một hoạt động quân sự trên chiến trường tự nó đã có ý nghĩa của một hoạt động chính trị và tác động rất mạnh đến chính trị. Việc rút quân cho dù tình thế quân sự bắt buộc phải làm như vậy cũng sẽ tác động mạnh đến tinh thần của dân chúng và sĩ khí của quân đội. Nó cũng tác động đến các quan hệ quốc tế của nước Đức Quốc xã, làm giảm lòng tin của các nước đồng minh của Đức và kích thích tinh thần chống nước Đức Quốc xã. Vấn đề là ở chỗ dư luận công chúng và ngay cả các nhà chính trị thường rất ít quan tâm đến nghệ thuật quân sự, đến việc bài binh bố trận và điều hành lực lượng chiến đấu của các bên. Họ chỉ chăm chú xem xét xem bên nào chết nhiều, bên nào chết ít, bên nào mất cái gì, bên nào chiếm được cái gì, bên nào tiến lên, bên nào rút lui..., từ đó để rút ra kết luận về sự thắng thua của các bên. Vì thế mà ngay cả với cuộc bại trận không thể chối cãi ở Stalingrad và cuộc rút chạy khỏi Kavkaz sau đó của Quân đội Đức Quốc xã, Hitler vẫn phải bảo Goebels tô vẽ cho nó một màu sắc thành công bi tráng. Và với cuộc bại trận tại Korsun-Shevchenkovsky, Hitler cũng làm đúng như vậy. Ông ta lệnh cho hãng Wokhenshau tổ chức làm một bộ phim ngụy tạo cuộc rút lui thần kỳ của quân Đức tại Korsun-Shevchenkovsky, tưởng thưởng Huân chương Chữ thập sắt cho các tướng lĩnh ở ngoài vòng vây và tổ chức truy điệu trọng thể cho tướng Wilhelm Stemmermann. Những việc làm ấy tưởng chừng như ngược đời và có vẻ vô liêm sỉ nhưng thực ra lại rất cần thiết trong hoạt động chính trị, ít ra là đối với nước Đức Quốc xã khi đó. Vì tất cả những lẽ đó, Hitler, với tư cách là một nhà chính trị, một người lãnh đạo nhà nước đã kiên trì lệnh cấm rút quân, cho dù quân đội Đức Quốc xã đang trên đà xuống dốc.
Chính sự giằng xé đầy mâu thuẫn giữa hai thứ phải giữ và cũng là giữa hai mục tiêu giữ uy tín của chế độ chính trị hoặc giữ lực lượng quân đội đã chia rẽ các nhà chính trị và các nhà quân sự Đức Quốc xã khi họ chỉ có thể chọn một trong hai mục tiêu đó. Việc giữ đất, và do đó, giữ được uy tín với các đồng minh thân phát xít, giữ được những nguồn tài nguyên ngày càng hiếm hoi để tiếp tục "nuôi chiến tranh" cũng quan trọng không kém việc bảo toàn lực lượng quân sự. Bên cạnh những nguyên nhân có tính chất thuần túy quân sự thì đây là một trong những nguyên nhân quan trọng nhất dẫn đến thất bại của nước Đức Quốc xã, không chỉ tại Chiến dịch hữu ngạn Ukraina mà còn cả trong giai đoạn cuối cùng của Chiến tranh thế giới thứ hai. Và Hitler đã chọn cách hy sinh quân đội để chỉ giữ lấy uy tín của chế độ Quốc xã trong khi mất quân đồng nghĩa với mất đất. Đây là điều được nhiều cựu tướng lĩnh của Hitler đề cập đến tại các phiên tòa xét xử các tội phạm chiến tranh Đức Quốc xã tại Nuremberg cũng như tại nhiều tác phẩm mà họ viết ra sau chiến tranh.
Mặc dù Mặt trận thứ hai chưa được mở ở Tây Âu, và mỗi khi chiến sự tạm lắng xuống ở Mặt trận phía Đông, nước Đức Quốc xã lại điều bớt quân đội sang phía Tây để phòng bị chống lại một cuộc tấn công mà chưa biết đích xác khi nào nó sẽ xảy ra. Nhưng từ khi quân đội Đức Quốc xã mất toàn bộ vùng tả ngạn sông Ukraina, một sự kiện mà như Erich von Manstein đánh giá: "sẽ làm cho mặt trận phía Đông không còn lấy một ngày yên tĩnh" thì tần suất điều quân từ Tây sang Đông và ngược lại tăng lên đột ngột. Trong khi hệ thống vận tải đường sắt của nước Đức Quốc xã phải làm việc hết công suất vẫn không thể đảm bảo đáp ứng một nhu cầu chuyển quân khổng lồ như vậy. Việc không đủ xe tăng cho một mặt trận rộng đến hơn 1.000 km chính diện cũng làm cho Quân đội Đức Quốc xã phải liên tục điều động 18 sư đoàn xe tăng từ Bắc xuống Nam và ngược lại, đến những mặt trận "nóng" nhất. Mặc dù miền Tây sông Dniepr có một hệ thống đường sắt khá dày đặc gồm 3 tuyến chạy dọc từ Tây Bắc xuống Đông Nam đến Biển Đen hầu như song song với biên giới Liên Xô (1941) và hàng chục tuyến đường ngang nhưng vẫn không đủ để cơ động các lực lượng xe tăng Đức. Kể từ khi quân đội Liên Xô tiến đến tả ngạn Ukraina, các tuyến đường sắt bên hữu ngạn, đến tận Lvov thường xuyên bị Không quân Liên Xô đánh phá. Và trong tay các đội du kích chống phát xít ở Ukraina của S. A. Kovpak, T. A. Strokach, A. F. Fedorov lúc nào cũng có sẵn trong tay những thứ vũ khí rẻ tiền như mìn, thuốc nổ để lật đổ các đoàn xe lửa quân sự chở xe tăng, pháo và xe quân sự của quân đội Đức Quốc xã (có giá trị hàng triệu Mark) theo lệnh từ Bộ Tổng chỉ huy du kích qua các điện đài được trang bị cho họ.
Chủ trương của Hitler về việc thu hẹp hầu hết các dây chuyền sản xuất vũ khí cũ để đầu tư vào các dây chuyền sản xuất vũ khí hiện đại hơn, đặc biệt là xe tăng và máy bay khi tình hình mặt trận đang diễn biến xấu đi đã gây khó khăn không nhỏ cho việc cung cấp vũ khí, khí tài hạng nặng cho quân đội Đức Quốc xã. Trong khi nguồn kinh phí và nguyên nhiên liệu ngày càng bị thu hẹp thì việc sản xuất một đơn vị vũ khí mới lại tiêu tốn tiền của và nguyên nhiên liệu lớn gần gấp đôi so với việc sản xuất một đơn vị vũ khí thế hệ cũ. Với cùng một suất đầu tư, nếu như năm 1941, nước Đức có thể sản xuất 4 xe tăng Pz-IV hay 6 xe tăng Pz-III thì năm 1943-1944 chỉ có thể sản xuất được 2 xe tăng Tiger I hoặc 1 xe tăng Tiger II. Chất lượng xe tăng, máy bay mới tốt hơn không thể bù đắp lại được những suy giảm về sản lượng xe tăng trong khi xe tăng là thứ vũ khí đột kích cũng như phòng thủ trên bộ mạnh nhất trong Chiến tranh thế giới thứ hai. Đây là một sai lầm nghiêm trọng của bộ máy chiến tranh Đức Quốc xã khi nó tạo ra những sự thay đổi đột ngột về công nghiệp quốc phòng đáng lẽ ra chỉ được tiến hành trong thời bình, từ trước khi chiến tranh nổ ra.
Cuối cùng là nguyên nhân về nhân sự. Sau ba năm chiến tranh, nước Đức đã tổn thất rất nặng cả một thế hệ sĩ quan trung cấp và sơ cấp dày dạn kinh nghiệm chiến đấu từ những năm 1939-1940. Mặc dù các thống chế và tướng lĩnh cao cấp bị tổn thất ít hơn nhưng giờ đây, cấp dưới của họ là những trung tá, thiếu tá, đại úy, trung úy còn trẻ, được đào tạo cấp tốc, mới chỉ qua vài tháng cho đến hơn một năm trận mạc, nhiều sĩ quan vừa mới tốt nghiệp các trường quân sự ngắn hạn, không thể sánh được với các sĩ quan trung cấp và sơ cấp được đào tạo bài bản và có nhiều kinh nghiệm hơn ở ba năm trước đó. Tình hình hạ sĩ quan và binh sĩ Đức cũng ở tình trạng tương tự trong khi chính họ mới là những người quyết định nhất đến số phận của các trận đánh.

### Ảnh hưởng
Chiến dịch tấn công hữu ngạn Dniepr và Chiến dịch Krym đã gây ra những thiệt hại nặng nề cho quân Romania đóng tại Ukraina. Đây là lần thứ hai, Quân đội Romania thân Đức cùng chịu "vạ lây" với đồng minh của họ khi họ cố gắng chống giữ ở vùng đất giữa sông Dniestr và sông Nam Bug mà người Đức đã "chia" cho Romania như một chiến lợi phẩm mà họ đoạt được từ tay Liên Xô năm 1941. Nhưng khác với Trận Stalingrad, việc tham chiến lần này đã đưa chiến tranh tới cửa ngõ của Romania. Việc này cùng với việc Hồng quân tiến vào Romania đã khiến Hoàng gia Romania bắt đầu các cuộc đàm phán bí mật với Liên Xô sau các chiến dịch này. Ngày 20 tháng 3, vua Romania Mihai I (Hoàng thân Hohenzollern), lúc đó đang ở Thụy Sĩ, cử công tước Mihai Ştirbu là đại sứ Romania tại Ankara (Thổ Nhĩ Kỳ) tiếp xúc với đại sứ Liên Xô tại đây để bàn về việc đình chiến giữa quân đội hai nước. Ngày 22 tháng 3 năm 1944, tờ Genève Daily ở Thụy Sĩ đã vội loan tin tại Ankara, công tước Mihai Ştirbu đã nhận được các điều kiện đình chiến của người Nga được người Anh tán thành. Bài báo còn nói thêm rằng dường như trong các thỏa thuận đạt được, có cả các thỏa thuận về đường biên giới Liên Xô - Romania, về việc trả lại tỉnh Bắc Transilvania cho Romania và việc Liên Xô từ chối nhận bồi thường chiến tranh. Ngay hôm sau, TASS đã bác bỏ tất cả các thông tin nói trên và nêu rõ rằng Nhà nước Xô Viết chưa bao giờ đặt ra bất kỳ một điều kiện nào đối với công tước Mihai Ştirbu hay với bất cứ một đại biểu nào của Romania và chính phủ Liên Xô chưa ký kết bất kỳ một văn kiện ngoại giao nào với Romania.
Nội bộ Romania bắt đầu chia rẽ. Trong khi Vua Mihai I muốn rút Romania ra khỏi chiến tranh thì thủ tướng, thống chế Ion Antonescu lại bày tỏ lòng trung thành với Hitler. Đối với Hitler, từ phía Đông không chỉ có con đường ngắn nhất đến biên giới nước Đức qua Ba Lan mà còn có một con đường khác, đường vòng qua Balkan - Transilvania, qua Hungary và Áo để tiếp cận nước Đức từ hướng Đông Nam. Đây cũng là hướng mà tại Hội nghị Tehran tháng 11 năm 1943, Thủ tướng Anh Winston Churchill đề nghị để Liên quân đồng minh Anh-Hoa Kỳ đổ bộ lên Hy Lạp nhưng bị Liên Xô bác bỏ và Hoa Kỳ không ủng hộ. Bên cạnh đó, vùng sản xuất dầu mỏ Ploieşti là một trong hai vùng sản xuất dầu cuối cùng mà nước Đức Quốc xã còn nắm giữ (vùng còn lại ở Tây Bắc Hungary-Đông Nam Áo). Vì vậy, hành động của Ion Antonescu được Hitler đánh giá cao. Nước Đức Quốc xã bắt đầu san sẻ những dự trữ của mình để nâng cấp trang bị cho quân đội Romania chiến đấu cùng với quân đội Đức Quốc xã chống lại Quân đội Liên Xô. Trong đó phải kể đến Sư đoàn xe tăng Nước Đại Romania được trang bị hoàn toàn bằng các xe tăng Tiger I và Panzer IV như các sư đoàn xe tăng Đức.
Sau Chiến dịch tấn công Proskurov–Chernovtsy và Chiến dịch tấn công Uman–Botoşani, Quân đội Liên Xô đã tiến đến sát biên giới phía Tây Tiệp Khắc (cũ) gần đèo Dukla. Ngày 11 tháng 4 năm 1944, những người yêu nước Tiệp Khắc lưu vong đã có một cuộc mít tinh ở London. Họ đã gửi một bức điện đến Tổng tư lệnh tối cao quân đội Liên Xô, trong đó nêu rõ:
| “                                                                   | Nhân dịp Hồng quân và các đơn vị quân đội Tiệp Khắc tiến đến biên giới của nhà nước Tiệp Khắc, chúng tôi, các công dân Tiệp Khắc tập hợp tại cuộc mít tinh này, gửi đến các bạn lời chào nồng nhiệt. Tình hữu nghị anh em của các dân tộc Tiệp Khắc và Liên Xô, được gắn bó bằng máu trong các trận đánh tại Sokolovo và Belaya Cherkov, sẽ tiếp tục được tái hiện trong cuộc đấu tranh giải phóng đất nước nô lệ của chúng tôi. Đất nước của chúng tôi bày tỏ lòng biết ơn mãi mãi đối với những người anh hùng của Hồng quân Liên Xô... Chúng tôi hy vọng rằng tình hữu nghị, hợp tác giữa hai dân tộc sẽ được mở rộng để vượt qua những thử thách nặng nề nhất. | ” |
| — London, ngày 11 tháng 4 năm 1944. Những người yêu nước Tiệp Khắc, | |   |

Ngày 8 tháng 5 năm 1944, thừa ủy quyền của Tổng thống Tiệp Khắc (lưu vong) Edvard Beneš, tướng Heliodor Píka tùy viên quân sự Tiệp Khắc tại Moskva đã đề nghị ký kết với đại diện Bộ Tổng tham mưu Liên Xô một thỏa thuận về việc Liên Xô hỗ trợ cho Tiệp Khắc về vũ khí và trang bị để xây dựng 2 sư đoàn Slovakia trong thành phần quân đội Tiệp Khắc. Liên Xô đồng ý với đề nghị của tướng Píka và đặt điều kiện, trong thành phần quân đội Tiệp Khắc chống phát xít phải có Quân đoàn độc lập Tiệp Khắc 1 được xây dựng từ cấp tiểu đoàn năm 1943, cấp lữ đoàn năm 1944, đã có nhiều kinh nghiệm chiến đấu qua Chiến dịch Ngôi Sao và Chiến dịch giải phóng Kiev. Ở thời điểm đó và cả về sau, quân đoàn này là đơn vị binh chủng hợp thành hoàn chỉnh nhất của Quân đội Tiệp Khắc trong Chiến tranh thế giới thứ hai với đầy đủ biên chế quân số, pháo binh, xe tăng, hậu cần kỹ thuật và có cả một phi đội máy bay trinh sát do phi công Tiệp Khắc điều khiển. Tướng Heliodor Píka hứa sẽ báo cáo gấp về London các đề nghị của Liên Xô. Còn I. V. Stalin thì chỉ thị cho Bộ Tổng tham mưu Quân đội Liên Xô bắt tay vào nghiên cứu vạch kế hoạch các chiến dịch ở Slovakia như một nghĩa vụ chi viện cho đồng minh Tiệp Khắc.
Sự kiện trên báo hiệu những vấn đề mới mà Quân đội Liên Xô sẽ gặp phải khi tiến hành các hoạt động quân sự trên lãnh thổ nước ngoài. Đó là các vấn đề quan hệ quốc tế. Cũng như "Chiến dịch Overlord" của các nước đồng minh Anh-Mỹ nhằm giải phóng Tây Âu; Quân đội Liên Xô cũng tiến hành các chiến dịch như vậy ở phần Đông Âu theo những quy định tại Hội nghị Tehran. Tuy nhiên, không phải là không có những ngờ vực lẫn những thông tin không chính xác có thể ảnh hưởng đến tâm lý dân chúng ở những vùng mà Quân đội Liên Xô phải tiến hành các chiến dịch quân sự để tiến đến nước Đức, phối hợp với quân đội Đồng Minh đánh bại chủ nghĩa Quốc xã. Trong một nỗ lực để tránh những mối ngờ vực lẫn nhau có thể xảy ra giữa các nước Đồng Minh chống phát xít và làm nước Đức Quốc xã thêm suy yếu về chính trị đối ngoại; ngày 13 tháng 5 năm 1944, các chính phủ Anh, Hoa Kỳ và Liên Xô đã ra bản tuyên bố chung gửi cho các nước Hungary, Romania, Bulgaria và Phần Lan, kêu gọi họ nhanh chóng rút ra khỏi chiến tranh, cắt đứt các quan hệ với nước Đức Quốc xã. Bản tuyên bố cũng vạch rõ, những hành động tích cực của họ chống lại nước Đức Quốc xã cũng sẽ góp phần rút ngắn thời gian chiến tranh ở Châu Âu, giảm bớt thiệt hại cho quân đội các nước đồng minh và cũng giảm bớt thiệt hại cho chính họ.
Trong dư luận các nước đồng minh cũng có một số giới cho rằng người Nga sẽ dừng lại trên biên giới quốc gia như Kutuzov đã làm năm 1812. Nhưng phần lớn giới "tinh hoa chính trị" ở Anh, Tây Âu và Bắc Mỹ đều cho rằng, người Nga sẽ tiếp tục đi đến Berlin. Một luồng dư luận quốc tế khác cũng đồn đoán nhiều thông tin về việc người Nga tiếp tục theo đuổi việc chinh phục bán đảo Balkan và đặt ảnh hưởng lên các eo biển Dardanéllia và Bosporus, con đường hàng hải độc đạo từ Biển Đen ra Địa Trung Hải. Tuy nhiên, người Nga bác bỏ những luận điệu trên và một lần nữa khẳng định, mục tiêu lớn nhất và cuối cùng của họ là tiến đến trung tâm nước Đức Quốc xã. Việc Liên Xô tiến ra biên giới quốc gia năm 1941 ở hướng Tây Nam chứng tỏ rằng Quân đội Liên Xô có thể một mình đánh bại nước Đức Quốc xã và các đồng minh thân cận của nó. Các đồng minh Anh, Mỹ bắt đầu xúc tiến kế hoạch đổ bộ lên nước Pháp. Ngay từ tháng 12 năm 1943, các hoạt động diễn tập đổ bộ đã bắt đầu. và ngày 1 tháng 5 năm 1944, các nhân viên COSSAC hoàn thành kế hoạch chi tiết cho "Trận đánh vì nước Pháp".

## Chiến dịch tấn công hữu ngạn Dniepr trong mắt các nhà sử học hiện đại
Hiện nay, tầm quan trọng của chiến dịch này chưa được nhìn nhận rộng rãi trong các tài liệu phương Tây. Sau chiến tranh, nhiều sĩ quan chỉ huy chiến dịch bị thất sủng và bản thân I. V. Stalin cũng ra lệnh tiêu hủy nhiều tài liệu liên quan đến chiến dịch tấn công Dnepr. Và nhiều sử gia phương Tây - ít nhất đến cuối Chiến tranh lạnh - cũng chỉ chăm chú nói đến sự thành công của việc phá vây cho Tập đoàn quân thiết giáp số 1 (Đức) mà thôi. Phía Liên Xô cũng chỉ có Nguyên soái G. K. Zhukov đề cập sâu nhất đến chiến dịch này và cũng chỉ có ông dám thừa nhận trong hồi ký của mình những kết quả không thành công trong Chiến dịch Proskurov–Chernovtsy.
Không chỉ đối với chiến dịch hữu ngạn Dniepr mà đối với nhiều chiến dịch khác trong Chiến tranh thế giới thứ hai cũng vậy. Các sử gia phương Tây giữa thế kỷ XX thường chỉ chú ý đến từng trận đánh lớn mà không chú ý đến các trận đánh khác trong một tổ hợp chiến dịch lớn gồm nhiều binh chủng hợp thành, nhiều tập đoàn quan tham gia trên nhiều hướng của chiến dịch, với các chính diện tấn công và chiều sâu nhiệm vụ khác nhau cho các đơn vị. Không kể đến nhãn quan chính trị thì góc nhìn biệt lập một hoạt động quân sự lớn thành các trận đánh "có tiếng vang" và "không có tiếng vang" cũng như thiếu sự liên kết, quan hệ giữa chúng với nhau trong một sự chỉ huy thống nhất đáp ứng yêu cầu kế hoạch chung đã làm sai lệch khá nhiều lịch sử của các chiến dịch trong Chiến tranh thế giới thứ hai, trong đó có cả các chiến dịch rất lớn của quân đội Đồng Minh Anh-Mỹ tại nước Pháp, Hà Lan, phía Tây nước Đức và nước Ý.